# Auferstehungskirche (Dresden)

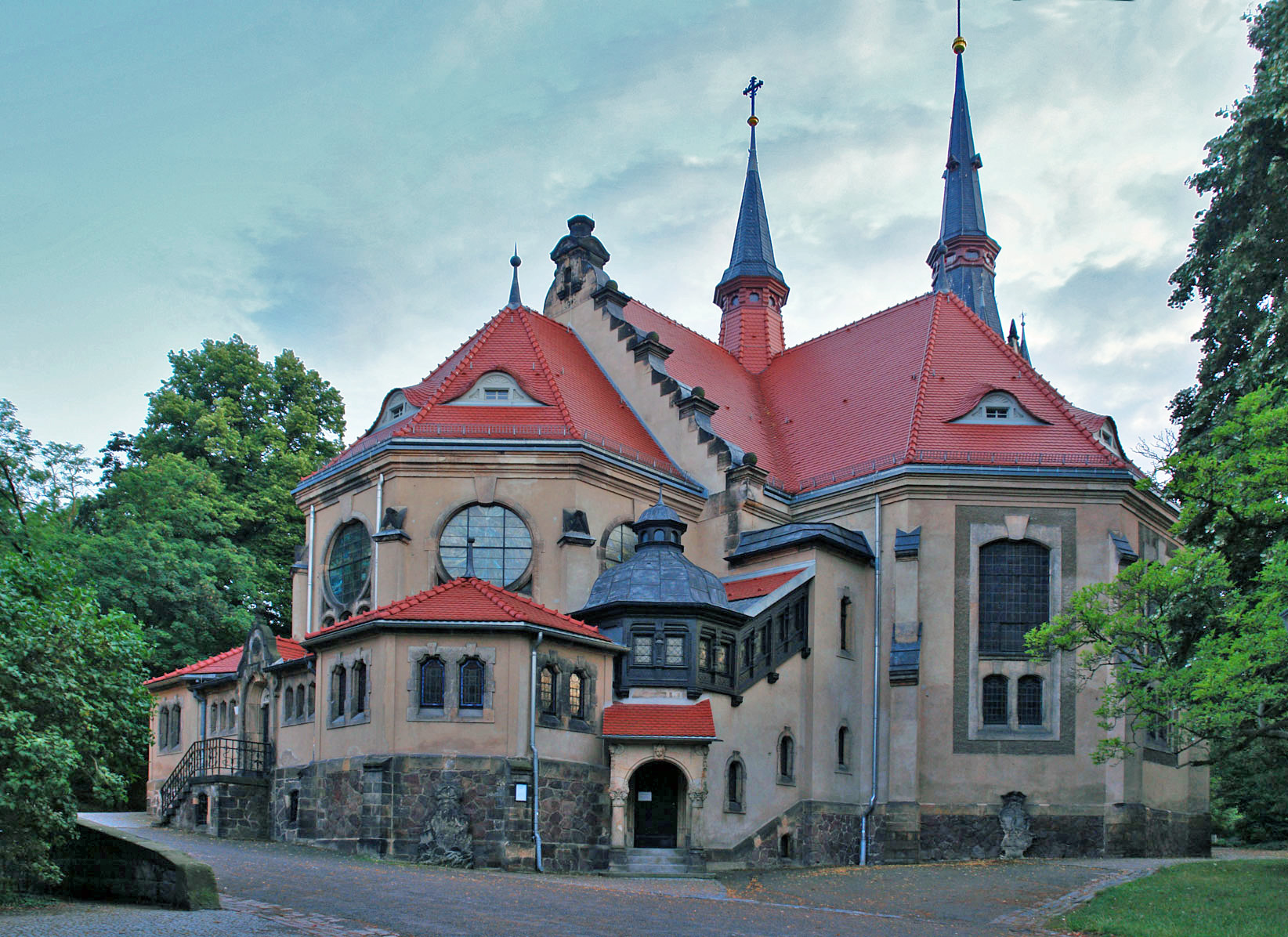
Auferstehungskirche aus Richtung Altplauen (6. Kirchbau von 1900/1902 nach der Sanierung 1996–1999)

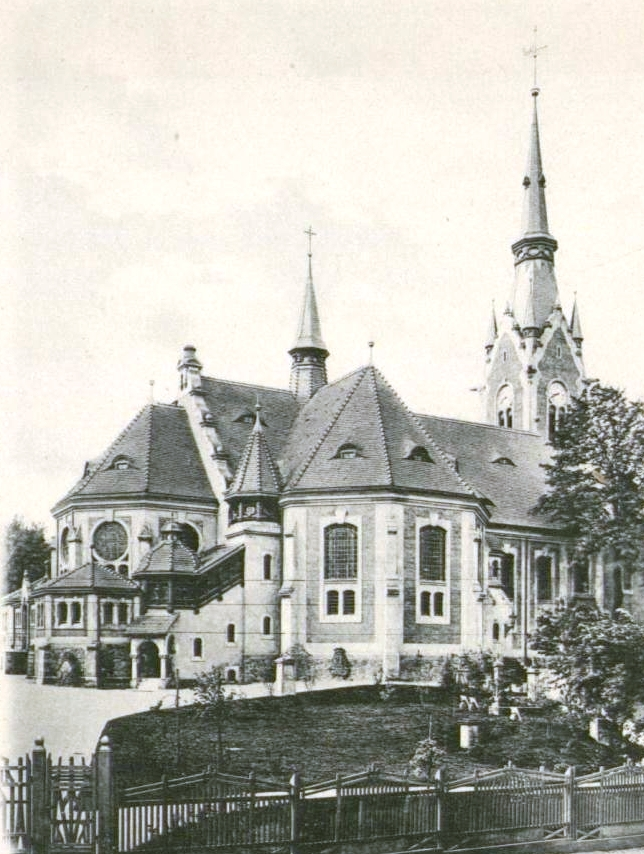
Auferstehungskirche (6. Kirchbau im Originalzustand (Aufnahme von 1903))

Die Auferstehungskirche ist eine evangelisch-lutherische Kirche in Dresden, im südwestlich gelegenen Stadtteil Plauen.
Ein Kirchenbau an gleicher Stelle ist seit dem 15. Jahrhundert belegt und wird seit dem 13. Jahrhundert vermutet. Im Laufe der Zeit wurde die Kirche mehrmals erweitert und grundlegend renoviert. Ihr heutiges Aussehen erhielt sie beim Umbau 1900–1902, der praktisch einem Neubau gleichkam, und bei der Sanierung 1996–1999. Äußerlich ist sie im Stil der Neorenaissance gestaltet, im Innern dominiert Holz- und Steinplastik im Jugendstil. Wesentliche Teile der Jugendstil-Innenausstattung wurden allerdings bei einer Renovierung 1953 entfernt.
Auf dem Kirchengelände befindet sich der aufgelassene Kirchhof und seit 1912 ein Gemeindehaus mit Räumen für die Gemeindearbeit und die -verwaltung sowie mit (Dienst-)Wohnungen.

## Lage
Die Auferstehungskirche liegt im Dresdner Stadtteil Plauen auf dem Ausläufer eines Bergzuges, des Hahneberges, der durch die städtische Bebauung als solcher kaum mehr erkennbar ist. Die erhöhte Lage bot über die Jahrhunderte immer ausreichend Schutz vor den Hochwassern des Flüsschens Weißeritz, das durch den niederen Teil des früheren Dorfes Plauen fließt. Die Kirche war, wie ältere Bilder belegen, bis zur Wende zum 20. Jahrhundert weithin sichtbar. Die Wandlung des Dorfes Plauen zur Vorstadt Dresdens führte dazu, dass nur noch der Kirchturm die umgebenden Bauten überragt.

## Geschichte

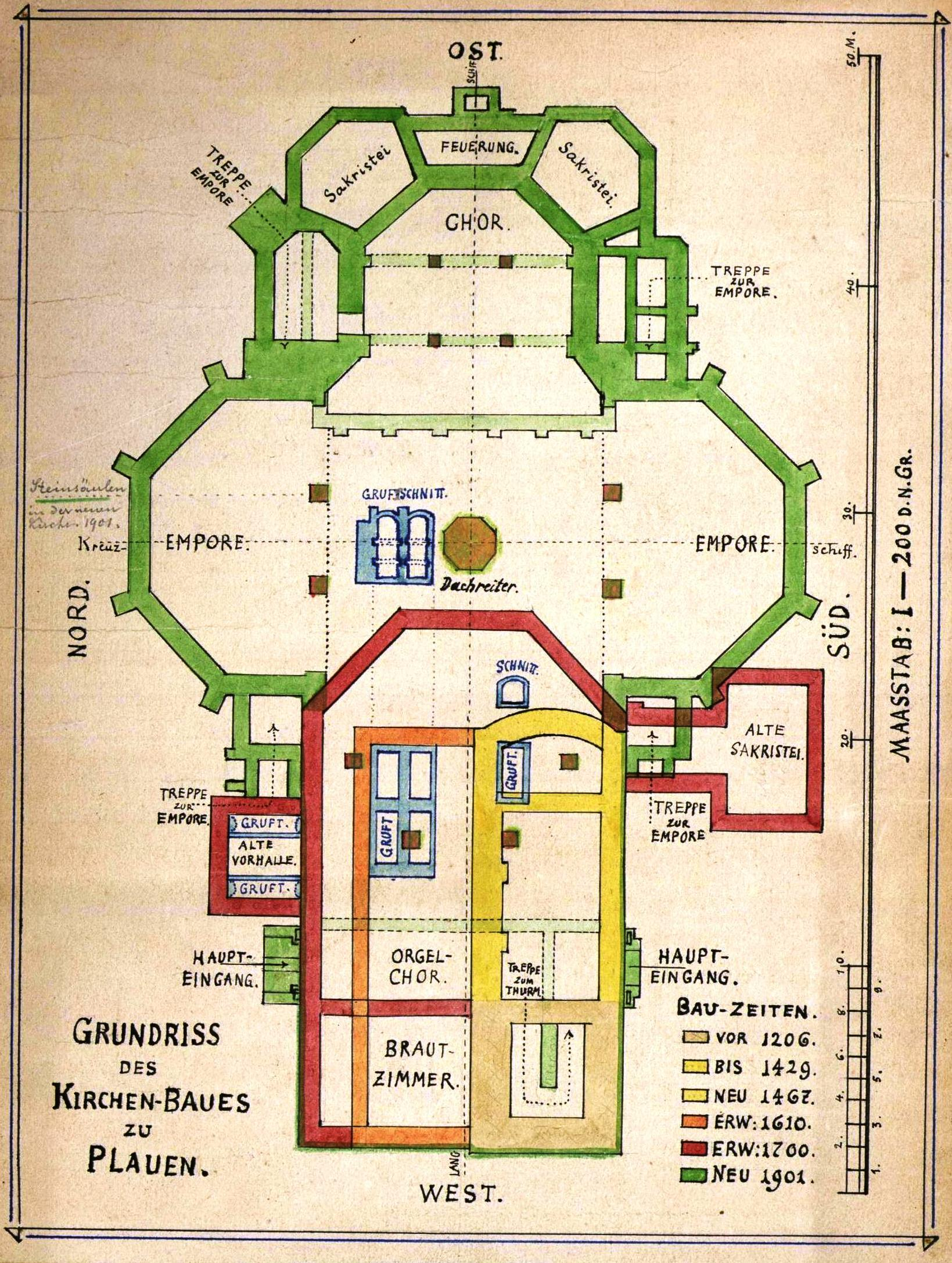
Baugeschichte der Auferstehungskirche nach Reinhold Gast (aus Adolf Jädicke (1903))

### Vorbemerkung
Die folgende Darstellung der Phasen des Kirchbaus in Plauen bei Dresden ist – strenger kunsthistorischer Interpretation folgend – ausschließlich am Stand der Forschungsergebnisse orientiert. 
Die Erwähnung eines ritterlichen Schutzherrn Johannes de Plawen am 31. März 1206 auf dem Herrensitz Plawen in der ersten urkundlichen Erwähnung Plauens zeugt von keiner Frühgeschichte der Kirchbauten, d. h. von keinem (ständigen) Platz zur Durchführung sakraler Handlungen. Dieser kann nicht belegt oder lokalisiert werden. 
Das trifft auch auf die spätgotische Pforte an der Westseite des Turms zu: Sie stammt nicht aus dem 12. Jahrhundert, wie das in mehreren Quellen behauptet wird (z. B. Dittrich und ihm folgend Dubbers); die Gotik trat nämlich im Heiligen Römischen Reich erst ab dem 13. Jahrhundert auf. Gurlitt ordnete die Pforte schon 1904 der Spätgotik und damit dem zweiten Kirchbau 1466/67 zu.

### Erster Kirchbau

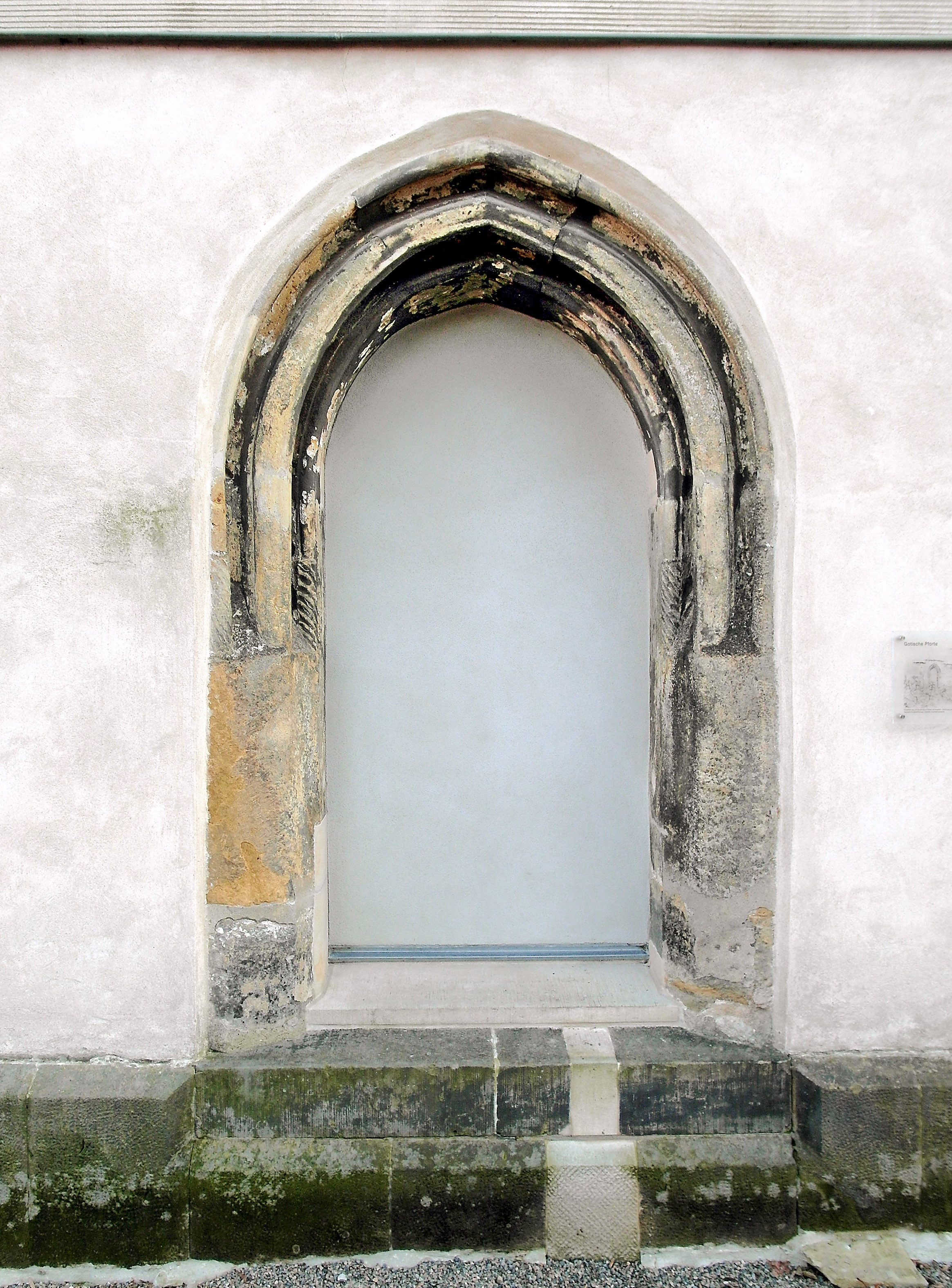
Gotische Pforte

Der erste Kirch- (bzw. Kapellen-)bau in Plauen bei Dresden kann um 1300 datiert werden, da in Urkunden von 1296 und 1299 ein Dominus Petrus plebanus (d. i. ein niederer Geistlicher, also ein „Leutepriester“) erwähnt wird. 1329 ging das Patronat über die Kirche vom Kloster Seußlitz an den Rat von Dresden über und dabei wurde namentlich „Dominus Ulmann de Plawin“ genannt.
Die heutige Plauener Kirche steht noch auf demselben Grund wie die erste Kirche. Das konnte beim Umbau 1900/02 festgestellt werden, als der damalige Bauleiter, Architekt Reinhold Gast, mehrere ursprüngliche Grundrisse in der beräumten Kirche ermittelte und aufzeichnete. Da keine weiteren Hinweise über die Ermittlung dieser Grundrisse vorliegen und die Südwand und der Turm nicht bzw. nicht vollständig abgetragen wurden, sind z. B. Angaben zu den Grundflächen der Kirchbauten vor 1700 als unsicher anzusehen.
Während der Hussitenkriege 1429 wurde die Kirche von Plauen wahrscheinlich fast vollständig zerstört.

### Zweiter Kirchbau
1466/67 stellte der Rat von Dresden als Patron die Kirche wieder her. Die Weihe „auf den heiligen Erzengel Michael und alle anderen heiligen Engel“ vollzog am 17. März 1467 der Bischof von Meißen, Dietrich III. von Schönberg. Die Kirche hatte zwei Altäre und das Recht zur Gewährung von Ablass. Vermutlich zogen sich Prozessionsstationen bis zum Hohen Stein als Wallfahrtsort hin.
Die von Christian August Freyberg überlieferte Weiheurkunde ist nicht mehr im Original erhalten, wird aber durch mehrere aus dem 15. Jahrhundert stammende Objekte bestätigt. Das sind die Pforte an der Westseite des Turms (bis 1878 Kircheneingang), ein Sakramentshäuschen, zwei Gewölbeschlusssteine in der Kirche und zwei Glocken, heute im Stadtmuseum Dresden. Die Gewölbeschlusssteine legen die Vermutung nahe, dass der zweite Kirchbau in der Breite des Turms nach Osten verlängert und von zwei Kreuzgewölben überspannt wurde. Der damals gebaute (oder reparierte) Turm behielt seine Gestalt und Höhe bis 1893.
1539 wurde die Reformation in Sachsen eingeführt, wobei die Kirche zunächst ihre Selbstständigkeit verlor und mit sechs anderen Dörfern zum Spital St. Bartholomäi (1839 abgetragen, es befand sich in der Nähe des heutigen Freiberger Platzes in der Wilsdruffer Vorstadt) bis 1563 eingepfarrt wurde. Dem Plauener Pfarrer wurde das Pfarramt an der Kirche des Spitals übertragen.

### Dritter und vierter Kirchbau

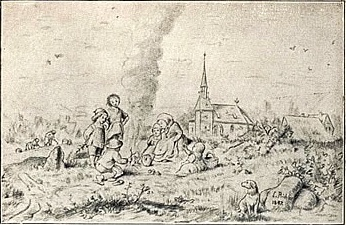
Ludwig Richter: Kartoffelfeuer (Federzeichnung, 1847); der 4. Kirchbau von Süden

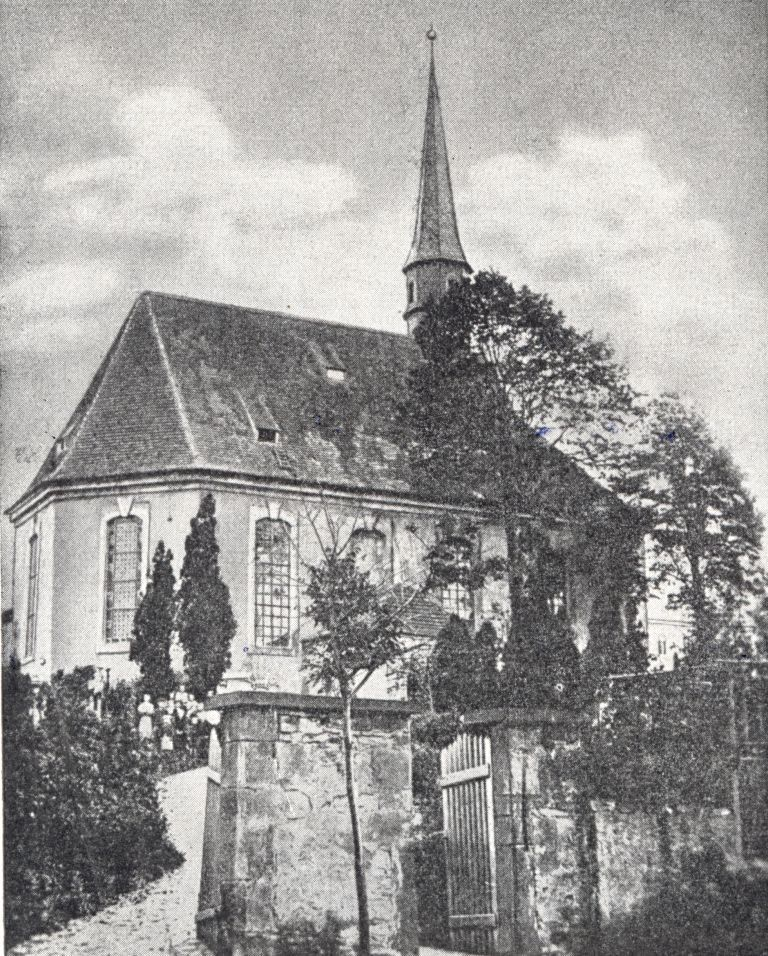
Kirche von Plauen (Zustand 1701–1892, 4. und 5. Kirchbau), aufgenommen von Norden

1610 nahm die (wieder selbstständige) Gemeinde Plauen ein Darlehen „zu ihrem Kirchenbau“ auf. Einzelheiten zu Baubeginn, Baudauer und Art der Arbeiten sind nicht überliefert. Es soll nach der Grundrisszeichnung zu den Bauetappen eine Erweiterung auf fast das Doppelte der Grundfläche gewesen sein. Das erste Bild der Kirche von 1627 zeigt einen Dachreiter, der vielleicht bei diesem Umbau aufgesetzt wurde.
Von März 1700 bis Dezember 1701 erfolgte erneut ein Erweiterungsbau (nunmehrige Grundfläche 321,60 m² bei 303 Sitzplätzen und 150 Emporenplätzen, 4. Kirchbau, siehe Foto rechts), wobei der Turm unverändert blieb, der Dachreiter jedoch entfernt wurde.

### Fünfter Kirchbau
Der schlechte Zustand der Kirche und die wachsende Einwohnerzahl Plauens veranlassten den Kirchenvorstand 1878 zu einer umfassenden Renovierung des vierten Kirchbaus. Das Innere erfuhr eine Umgestaltung, bei der Sitzplätze gewonnen wurden. Eine neue Sakristei mit 48,50 m² Grundfläche entstand an der Südseite. Die Wiederweihe der Kirche fand am 4. Advent 1878 statt. 1881 ließ der Besitzer der Hofmühle Plauen, Gottlieb Traugott Bienert, auf eigene Kosten eine Gasleitung zur Kirche legen, so dass diese eine ansprechende Beleuchtung erhielt und Abendgottesdienste möglich wurden. 1892 fertigte die Leipziger Turmuhrenfabrik Bernhard Zachariä eine neue Uhr für die Kirche und baute sie ein. Dabei wurden erhebliche Schäden am hölzernen Turmaufsatz sichtbar, die 1893 eine Sanierung nötig machten, bei der der Turm erhöht und ein neues Geläut aufgehängt wurde.

### Sechster Kirchbau

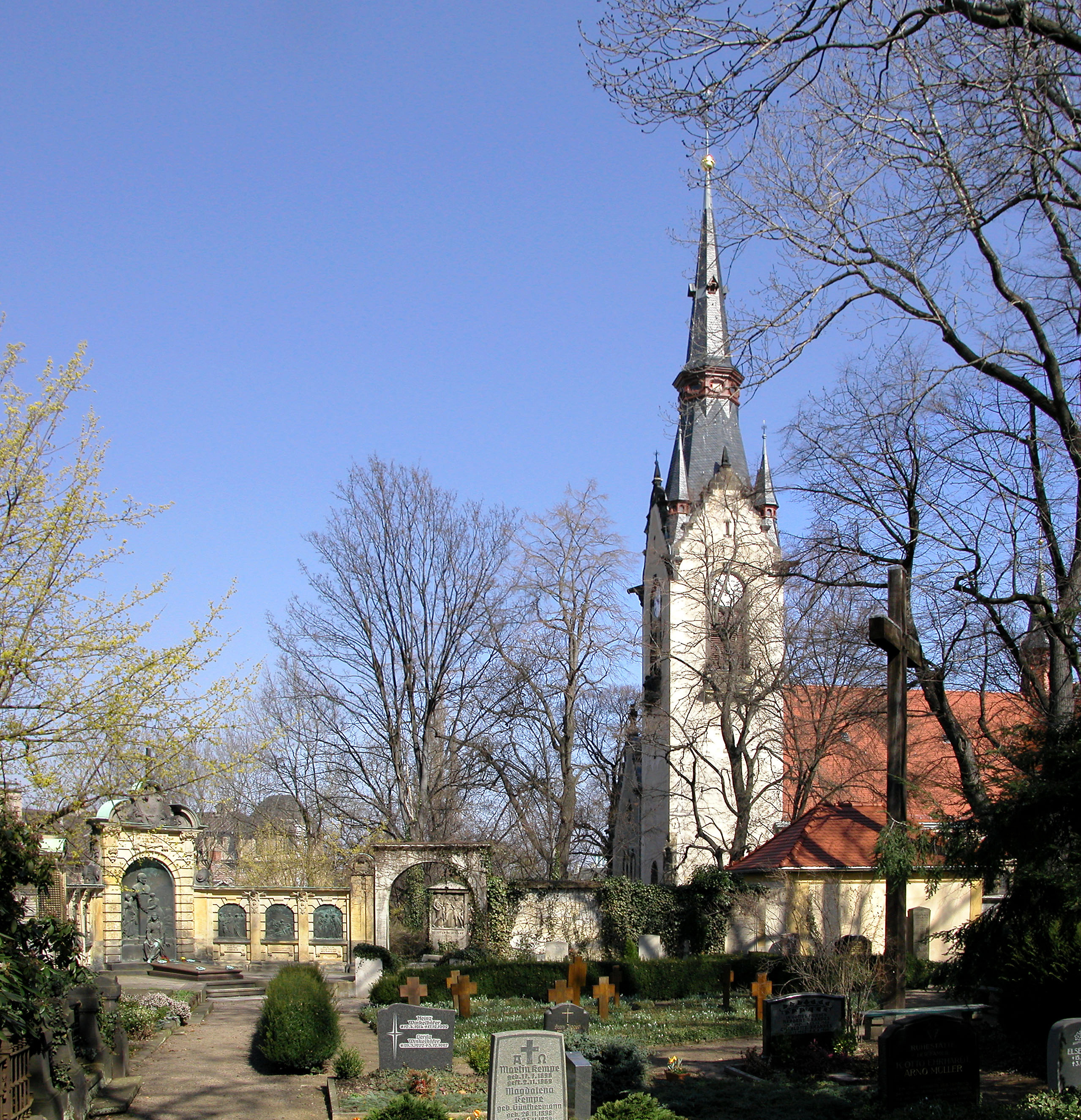
Kirche von Süden. Links das Gottlieb-Traugott-Bienert-Grabmal

Erneuter Raummangel und die in den jahrhundertealten Mauern aufsteigende Feuchtigkeit nötigten schon wenige Jahre später wieder zu Entscheidungen: Nachdem mehrere Plätze für einen Kirchenneubau diskutiert und letztlich verworfen wurden, kam es erneut zu einem Umbau: Von 1900 bis 1902 wurde die Kirche unter Leitung der Architekten William Lossow und Hermann Viehweger rekonstruiert und erweitert, wobei der untere Teil des Turmes und das bisherige Langschiff in seiner Ausdehnung erhalten blieben, jedoch an dieses im Osten ein Querschiff und davor der Chor angebaut wurden. Der Umbau war so tiefgreifend, dass praktisch ein neues Kirchengebäude entstand (Grundfläche 934,50 m², mit Emporen nunmehr 1030 Sitzplätze). Am 9. März 1902 nahm die Gemeinde ihre neue Kirche in Besitz.
Als äußeren Baustil wählten Lossow und Viehweger die sogenannte deutsche Renaissance, der Turm wurde auf die Höhe von 49 Metern erhöht. Beim Einbau der Heizungsanlagen wurden auch die Grüfte unter der Kirche, in denen die Särge zum Teil dreifach übereinander standen, freigelegt. Als Beleuchtung waren ursprünglich Gaslampen vorgesehen, die in der Schlussphase des Baus aber durch eine elektrische Beleuchtung ersetzt wurden. Die reinen Baukosten betrugen 1902 300.000 Mark, wobei etwa ein Zehntel durch Schenkungen von Gemeindegliedern gedeckt wurde.
Ende 1902 / Anfang 1903 wurde das der Kirche vorgelagerte alte Schulhaus abgebrochen. 1907 konnte aus Mitteln der Heger-Bienert-Stiftung der Treppenaufgang von der Zwickauer Straße nach einem Entwurf von Stadtbaurat Hans Erlwein ausgeführt werden. In diesem Zusammenhang wurde bereits der Bau eines Gemeindehauses erwogen, der aber erst 1912 vollzogen wurde. Die Außenanlage der Kirche zur Dorfseite hin war damit fertig gestellt. Aus diesem Anlass wurde ein Schlussstein im Kirchenraum versenkt. Dieser konnte 2017 wiedergefunden werden. In einem stark verfaulten Holzkasten befanden sich zwei mit Ölpapier umwickelte Päckchen und eine Glasurne mit vier Blechbehältern, die  eine Urkunde über den Bauabschluss sowie mehrere Dokumente aus dem Leben der Kirchgemeinde und Bilder enthielten.
Nach den Bauakten ist zu vermuten, dass der während der Bauzeit amtierende Pfarrer Bernhard Liebe († 1917) beabsichtigte, der Kirche zur Weihe den Namen Michaeliskirche zu geben. Er berief sich dabei auf die Urkunde von 1467 und das damals gewählte Patrozinium des Erzengels Michael. Der Kirchenvorstand lehnte diese Namensgebung ab, weil „von einigen Herren der katholische Ursprung bedenklich gefunden wird“. Deshalb wurde die Kirche am 9. März 1902 einfach als „Kirche von Plauen“ geweiht – so wie sie nach allen bekannten Quellen einschließlich der Akten der Kirchgemeinde über Jahrhunderte genannt wurde. Erst nach der Eingemeindung Plauens nach Dresden erhielt sie am 3. März 1903 ihren heutigen Namen Auferstehungskirche.

### Geschichte bis heute

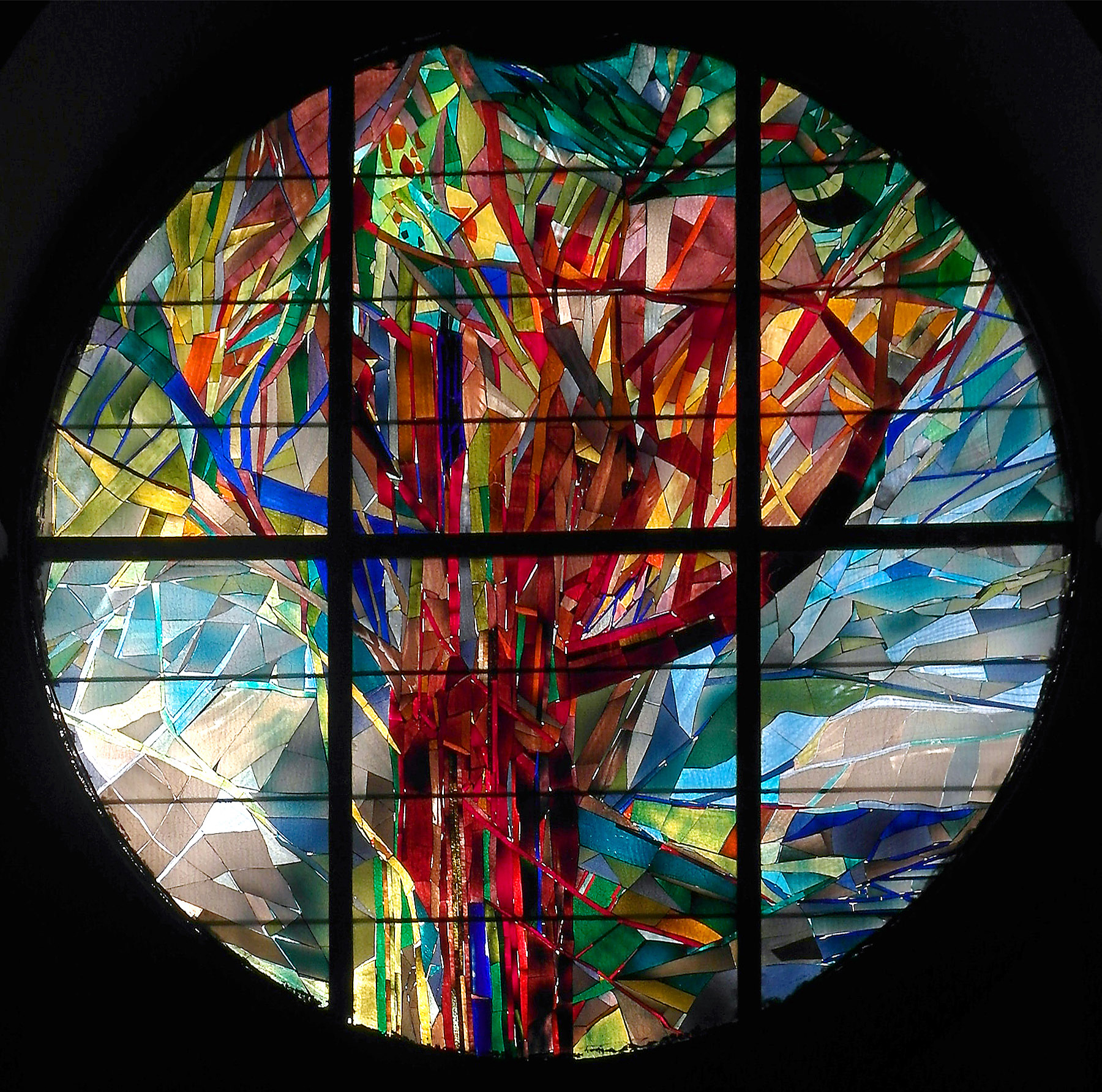
Neues Altarraumfenster von Wolfgang Korn (Pfingsten, 2003)

Bis 1945 wurden an der Auferstehungskirche ausschließlich Erhaltungsmaßnahmen durchgeführt; zum Beispiel wurde der Innenputz in den 1920er Jahren erneuert und 1939/40 das Turmdach neu gedeckt. Bei den Luftangriffen auf Dresden im Februar und im April 1945 blieb das Gebäude weitgehend unversehrt, nur viele Glasfenster, vor allem die im Altarraum und die großen Fenster in Quer- und Langschiff, wurden durch die Druckwellen und Splitter der Sprengbomben stark beschädigt oder völlig zerstört.
Die Kriegsschäden konnten schnell beseitigt – wenn auch, wie die Fenster, teilweise nur provisorisch – und die Kirche konnte wieder benutzt werden. Schon ab Mitte 1945 war sie für den Dresdner Kreuzchor einer der Ersatz-Auftrittsorte für die zerstörte Kreuzkirche. In den Jahren 1952/53 wurde die Kirche innen renoviert und dabei massiv verändert. Drei der fünf Altarraumfenster wurden zugemauert, die beiden verbliebenen und alle großen Fenster im Kirchenschiff mit einfarbigem Glas versehen. Der gesamte Stuck im Chorraum fiel dem Zeitgeschmack zum Opfer, er wurde als „Machwerk des Jugendstils“ und „völlige Entgleisung“ empfunden und entfernt. Die Wände im gesamten Kirchenraum erhielten einen weißen Anstrich, farbige Flächen und schmückende Ornamentik wurden übermalt.
Bis 1990 konnten an der Kirche nur dringend notwendige Reparaturarbeiten durchgeführt werden. Nach 1990 standen Fördermittel der Kirche und der Denkmalpflege zur Verfügung, mit deren Hilfe das Kirchengebäude baulich und gestalterisch in einen guten Zustand versetzt werden konnte. 1991 wurde der Kircheninnenraum begast, um den Schädlingsbefall in der in dieser Art einmaligen Kirchendecke zu bekämpfen. Nach einer Schadensaufnahme 1992 wurde 1996/97 der Kirchturm saniert und das Kirchendach neu gedeckt. Die Teilrekonstruktion des Innenraumes begann 1994 mit dem Öffnen der 1953 zugesetzten drei Altarraumfenster. Von 1996 bis 1999 wurde der Zustand von 1900/02 unter anderem mit Hilfe von Illusionsmalerei künstlerisch wieder angenähert. Nach kontroverser Diskussion in der Gemeinde und im Kirchenvorstand fiel Ende der 1990er Jahre die Entscheidung, die Altarraumfenster zu den Themen der zerstörten Fenster (Geburt, Taufe, Kreuzigung und Auferstehung Christi sowie Pfingsten) vom Dresdner Glaskünstler Wolfgang Korn modern gestalten zu lassen. Von 2000 bis 2003 wurden die Fenster nach und nach eingebaut und sie sind heute wieder ein markanter Blickfang im Kirchenraum. Die großen Fenster im Kirchenschiff erhielten 2020/21 durch den Einbau aufbewahrter Restscheiben wenigstens teilweise das florale Jugendstilmuster von 1902 zurück.

## Architektur

### Außenbeschreibung
Das heutige Kirchengebäude entstand nach 1900/02 durch den Anbau eines Querschiffs und des Altarraums an die alte Dorfkirche. Dadurch bekam der Grundriss die Kreuzform. Das Äußere der angebauten Gebäudeteile lehnt sich an die schlichte Gestaltung der alten Kirche an. Dehio ordnet das Bauwerk stilistisch der Neurenaissance und Neugotik zu. Über der Vierung wurde ein Dachreiter errichtet. Den angebauten Altarraum umgeben zwei Sakristeien und Treppenaufgänge zu den Emporen. Einige Türmchen auf den Anbauten wurden im Laufe der Zeit entfernt, da über deren Dachdeckung immer wieder Wasser eindrang.
Der äußere Schmuck ist relativ sparsam. Über den Haupteingängen sind die Symbole der Evangelisten als Schlusssteine ausgebildet, die Nebeneingänge und Türgewände sind mit Engelköpfen verziert, über dem Eingang zu den Sakristeien befindet sich ein Gotteslamm. Auffällig ist, dass an der Nord- und Südseite der Kirche Steinplastiken böser Geister (z. B. auch ein Wasserspeier) angebracht sind, wie es häufig im Mittelalter üblich war.

### Innenbeschreibung

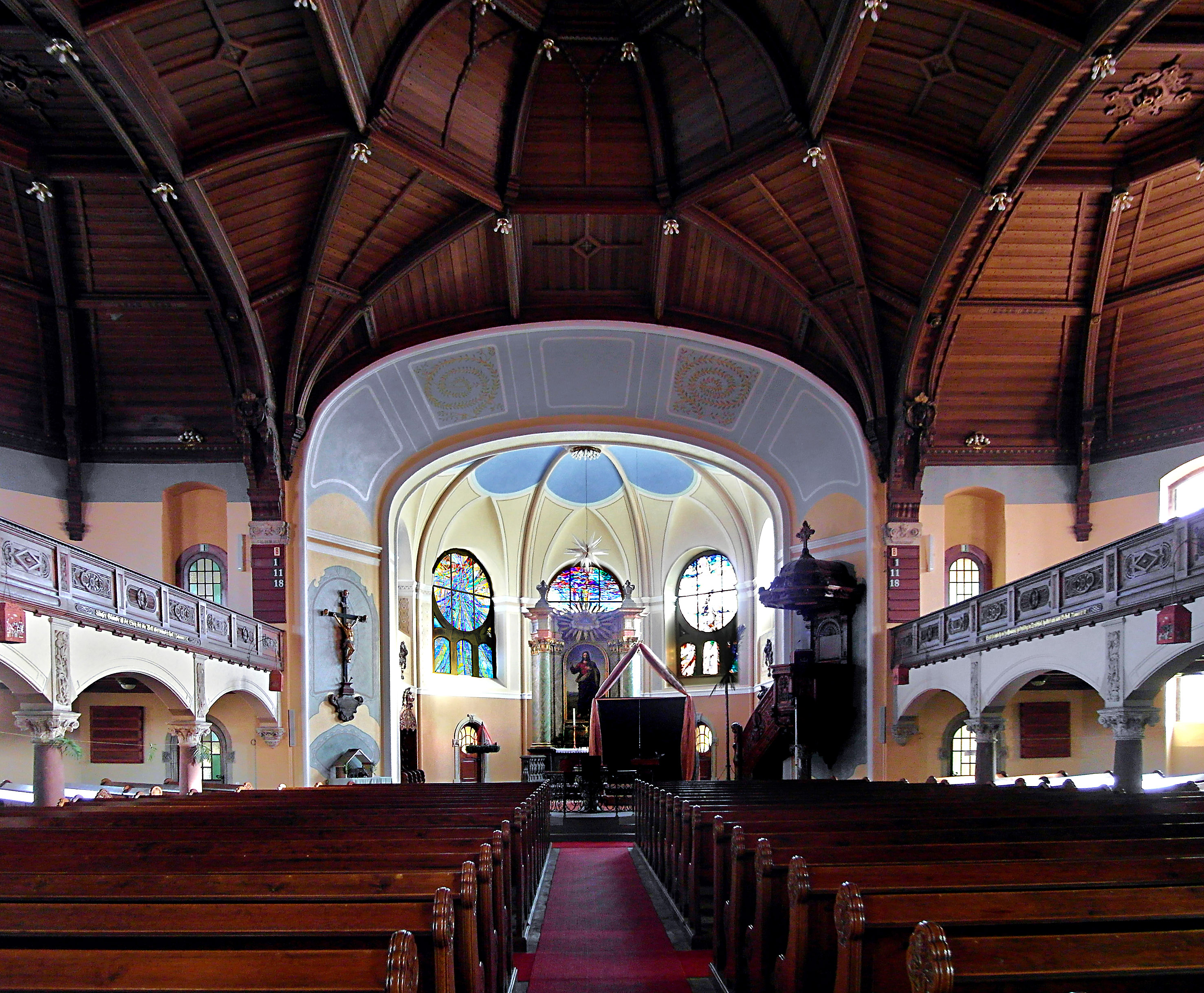
Blick vom Eingang in den Kirchenraum

Durch die zwei Haupteingänge an der westlichen Nord- und Südseite der Kirche gelangt der Besucher zunächst in einen Vorraum. Auf der einen Seite befinden sich drei Doppeltüren, die in den Kirchenraum führen, auf der anderen Seite der Aufgang zur Orgelempore und die sogenannte Brauthalle. Letztere war als Warteraum für Brautpaare vor der Trauung gedacht und deshalb auch mit einem Wandgemälde „Die Hochzeit zu Kana“ von Raphael Wehle ausgestaltet worden. Mangels anderer Räume für Gemeindeveranstaltungen wurde die Brauthalle auch für Bibelstunden, Konfirmandenunterricht und andere Gemeindeveranstaltungen genutzt. Die durch die Menschenansammlung entstehende Raumfeuchte führte zu einer starken Beschädigung des Wandbildes, das um 1930 schließlich entfernt wurde.
Beim Eintritt in den Kirchenraum ist der Besucher von der imposanten Holzdecke beeindruckt, die mit Hilfe einer Eisenkonstruktion in das Kirchendach eingebaut wurde und den Eindruck einer großen Kuppel vermittelt.
Das Innere der Kirche folgt einem theologischen Konzept: Nach dem Eingang werden die Gläubigen vorbei an floral gestalteten Säulenkapitellen (z. B. ein auf Rosen gebettetes Kreuz als Zeichen für die Fülle der Segnungen des Christentums) zum Altarraum hingeführt, wo die Heilssymbole (Geburt, Taufe, Kreuzigung und Auferstehung Christi sowie Pfingsten) in den großen Fenstern und im Chorgestühl das Paradies dargestellt sind. Auf diesem Weg erinnern einzelne Darstellungen auch an die Versuchungen, denen ein Glaubender ausgesetzt ist (z. B. die Schlange, die in den Apfel beißt oder böse Geister an den Säulenknäufen der Holzdecke). Diesen sind Symbole zu deren Überwindung und glaubensstärkende Bibelzitate gegenübergestellt.
Das Konzept ist nicht mehr komplett nachvollziehbar, da durch die Zerstörung der Fenster im Zweiten Weltkrieg und die rigorose Entfernung der Stuckaturen im Altarraum von 1953 wesentliche Elemente fehlen. Ebenfalls fehlt das Kreuz an der Decke aus 98 Glühlampen, das auf Grund der maroden Elektrik Ende der 1970er-Jahre abgeschaltet werden musste; es wurde bei der Sanierung nicht wieder eingebaut.
Im Kirchengebäude befinden sich zahlreiche schmückende Plastiken aus Holz oder Stein. Dabei überwiegen Engeldarstellungen in verschiedener Form, vermutlich deswegen, weil der um 1900 amtierende Pfarrer Liebe die Kirche nach dem Erzengel Michael benennen wollte, was der Kirchenvorstand ablehnte. An den zur Bauzeit aktuellen Jugendstil erinnern viele Pflanzenmotive, vor allem in den Fenstern. Mit markanten floralen Teppichmustern waren auch die großen Glasfenster des Kirchenschiffs gestaltet (1945 zerstört, 2020/21 zum Teil wieder rekonstruiert).

## Ausstattung

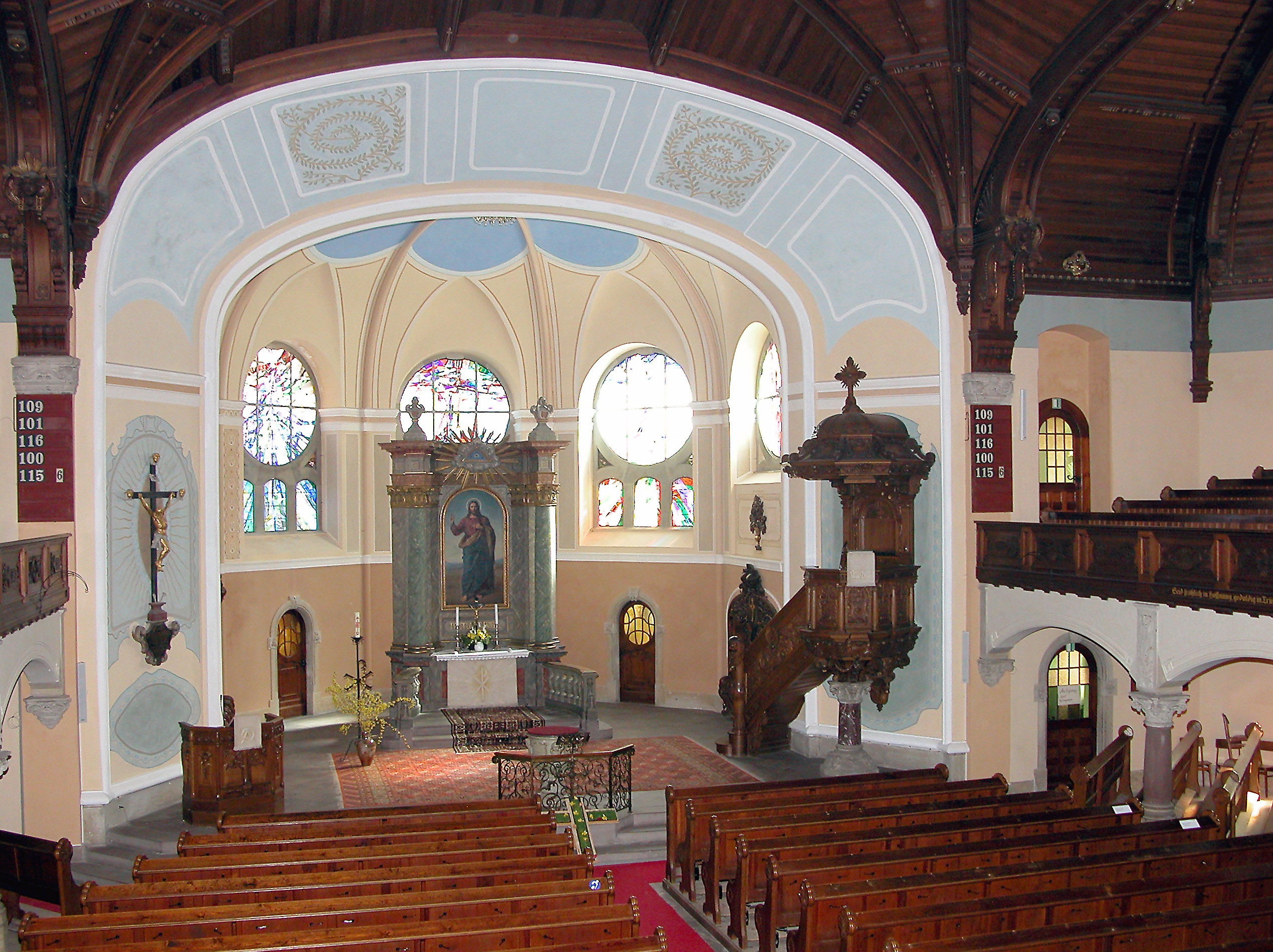
Blick in den Chorraum mit Kruzifix, Lesepult, Altar, Taufstein und Kanzel

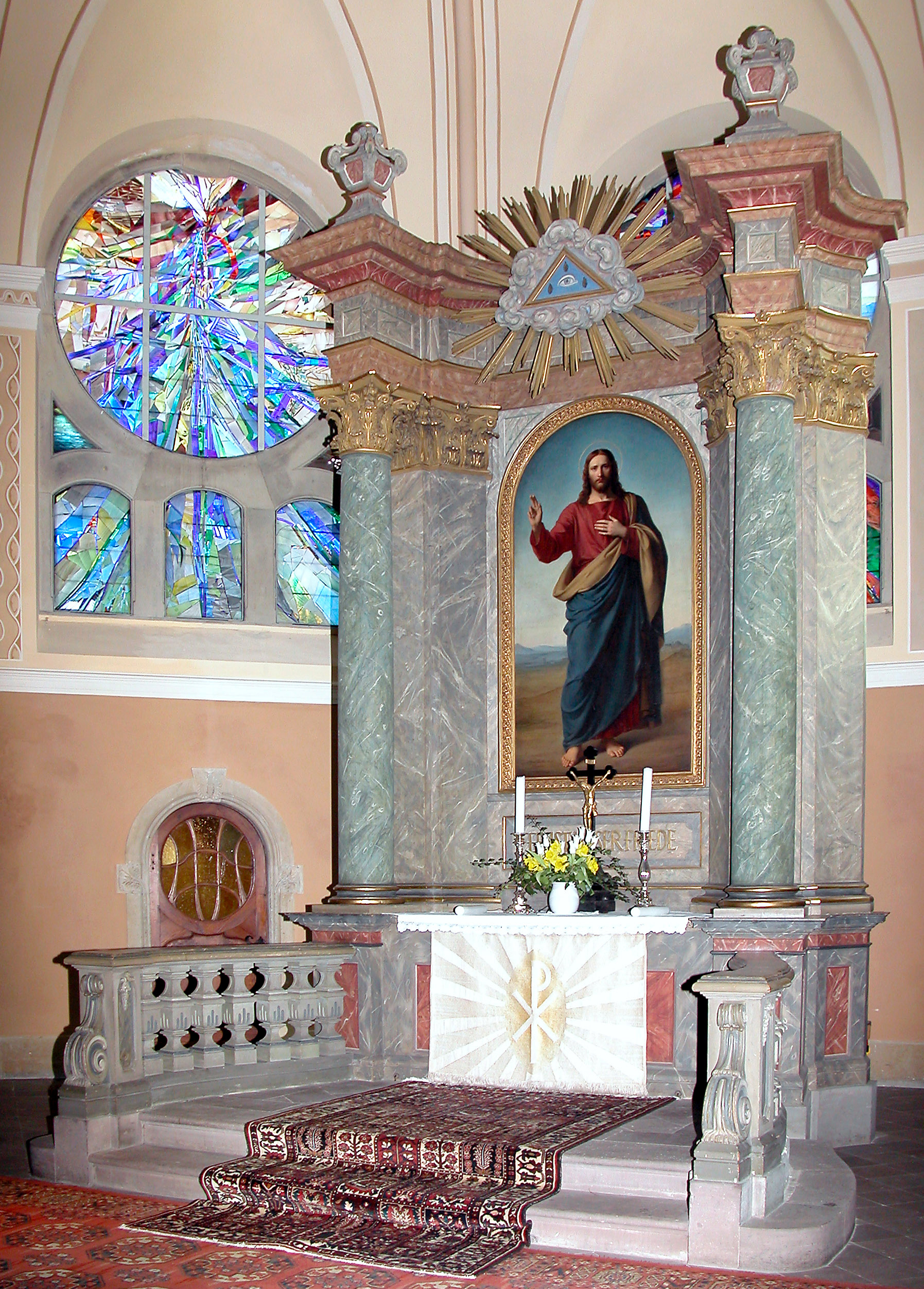
Altar von 1732 (Christusbild von 1859)

Die Ausstattung des Kirchenraums ist dadurch geprägt, dass die Gemeinde den Altar von 1735 (Altarbild von 1859) und den Taufstein von 1617 aus der alten Dorfkirche übernehmen wollte. Diese beiden Objekte wirken deshalb ein wenig wie Fremdkörper, sind aber Zeugnisse der langen Geschichte dieser Kirche. Andere historische Elemente wie ein Kruzifix von 1720, verschiedene Epitaphien, die spätgotische Pforte am Turm und ein Sakramentshäuschen aus dem 15. Jahrhundert, Gemälde Luthers und Melanchthons u. a. fanden ebenfalls ihren Platz in der Kirche.

### Altar
Der zweite Kirchbau erhielt bei der Weihe zwei Altäre, von denen mindestens einer 1539 bei Einführung der Reformation in Sachsen entfernt wurde. Während des Umbaus der Kirche 1700 (vierter Kirchbau) bemühte sich die Gemeinde um einen (nicht näher bezeichneten) „in Dreßden abgelegten Altar“, offenbar ohne Erfolg. Als der Annenkirche in Dresden 1727 ein Altar der in Abbruch befindlichen Frauenkirche geschenkt wurde, gab sie 1729 ihrerseits den bis dahin genutzten Altar von 1598 an die Gemeinde Plauen. Ob er überhaupt aufgestellt wurde, ist unklar, denn kurz vor seinem Tod 1732 stiftete der Pächter der Hofmühle, Carl Gottlob Gäbler, der Gemeinde 70 Taler zur Anfertigung eines neuen Altars, den, der heute noch den Altarraum dominiert.
Der Entwurf für den Altar stammt von Johann Christian Feige. Am Himmelfahrtstag 1735 fand die Weihe statt. Über einem steinernen, mit Holz verkleideten Altartisch erhebt sich die spätbarocke und einer insgesamt aus Holz gefertigten Komposition einer großen Tafel, der zwei Säulen mit vergoldeten Kapitellen vorgesetzt sind. Zwei Urnen bekrönen sie, am oberen Abschluss brachte der Künstler ein Gottesauge in einem vergoldeten Strahlenkranz an.
Alle Holzteile des Altars wurden in typisch spätbarocker Manier mit Illusionsmalerei versehen, so dass sich dem Betrachter ein einheitliches Gesamtbild einer Fertigung aus Marmor vermittelt. Zu berücksichtigen ist, dass die damalige barocke Illusionsmalerei erheblich kostengünstiger war als eine Fertigung aus Stein: Eine „Dorfkirche“, wie die Plauener Kirche, wäre bei einer „steinernen Ausführung“ finanziell überfordert gewesen.
Zu dem steinernen Podest führen zwei Steinstufen. Links und rechts waren ursprünglich, wie eine Notiz des Jahres 1853 besagt, Metallgeländer. Diese wurden 1902 durch ein ebenfalls aus Holz bestehendes und mit den marmorisierten Motiven der Illusionsmalerei des eigentlichen Altars versehenem Holzgeländer ersetzt, das auch heute noch im unteren Teil das Gesamtbild des Altars prägt.
Die große Sichtfläche nahm ursprünglich ein Christus-Medaillon ein. 1859 finanzierten die Pfarrdörfer Plauen, Dölzschen, Naußlitz, Cunnersdorf und Coschütz den Ankauf des Gemäldes Segnender Christus von Alfred Diethe.
Im Zuge des sechsten Kirchbaus wurden 1902 die Säulenstellungen leicht geändert, ein neuer Anstrich aufgebracht und der Altar in die vergrößerte Kirche übernommen. Bei Restaurierungen sind 1953 die alte Illusionsmalerei wieder hergestellt und nach 1990 einige Schäden am Dietheschen Gemälde ausgebessert worden. Somit ist dieser Altar mit seiner fast dreihundertjährigen Geschichte einer der ganz wenigen barocken Altäre in Dresden, die weitgehend im Original erhalten geblieben sind.

### Kanzel

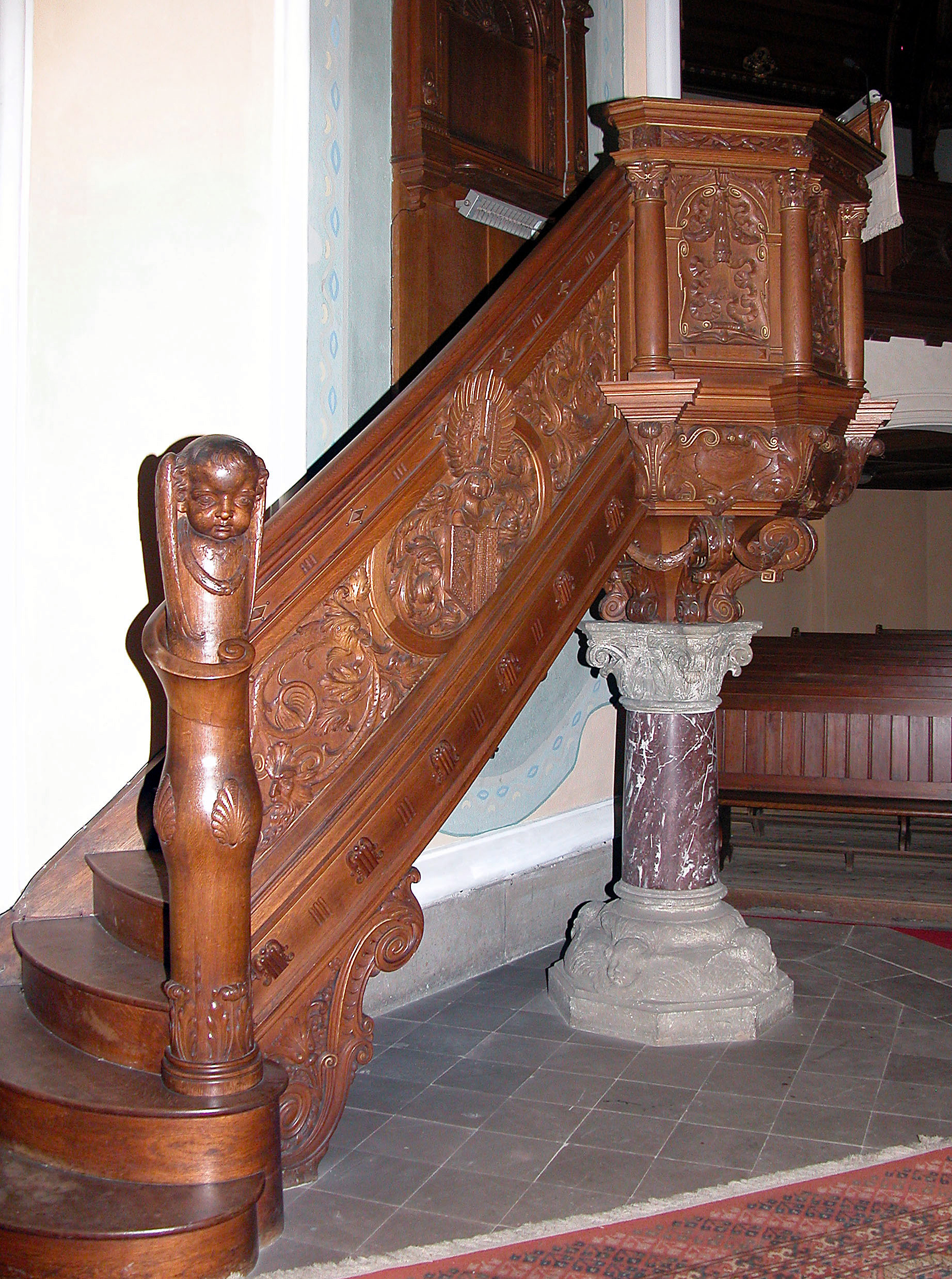
Kanzelaufgang mit Dresdner Stadtwappen

Seit wann die Kirche von Plauen eine Kanzel besaß, ist nicht bekannt. Beim fünften Kirchbau 1878 wurde die vorhandene ersetzt, die Gurlitt als Arbeit von 1610 beschreibt. Sie muss sich in einem schlechten Zustand befunden haben, so dass eine neue Kanzel eingebaut werden musste. Diese hatte wie die alte eine oktogonale Form, stand auf einem Fuß, hatte fünf bemalte Seitenflächen sowie einen Schalldeckel. Die Bemalung stammte von Karl Gottlob Schönherr. Beim sechsten Kirchbau wurde diese Kanzel, anders als der Altar, ersetzt durch eine von Lossow & Viehweger entworfene. Sie wurde erneut in der historischen oktogonalen Form aus Eichenholz gestaltet, ruht auf einem Fuß aus Marmor und erhielt einen reich verzierten Schalldeckel, den ein Kreuz ziert, das von der Gestaltung her an das Turmkreuz der Dresdner Frauenkirche angelehnt ist.
Die Finanzierung der neuen Kanzel übernahm die Stadt Dresden als Patron der Kirche ebenso wie die des Lesepultes auf der gegenüberliegenden Altarraumseite. An beiden Stücken befindet sich deshalb das Dresdner Wappen.
Die gut erhaltene Kanzel von 1878 wurde 1902 der evangelischen Gemeinde von Deutsch Gabel geschenkt, in deren Kirche sie sich auch jetzt noch befindet.

### Taufstein
1617 stiftete der Hofmühlenpächter Peter Junghans anlässlich des dritten Kirchbaus einen Taufstein, den wahrscheinlich der Meißner Bildhauer Balthasar Barthel fertigte. 1902 wurde anlässlich des sechsten Kirchbaus der bis dahin schlichte Fuß durch einen reich verzierten ersetzt. Zur gleichen Zeit stifteten Gemeindeglieder auch eine heute noch im Gebrauch befindliche Taufschale aus Zinn sowie eine kupferne Abdeckhaube, die von einer Taube als Symbol des Heiligen Geistes bekrönt wurde. Letztere musste 1942 zur Einschmelzung für Kriegszwecke abgeliefert werden.

### Weitere Ausstattungsstücke
Die ältesten in der Kirche vorhandenen Ausstattungsstücke stammen vom zweiten Kirchbau 1467. Das sind die spätgotische Pforte an der Westseite des Turms (heute zugesetzt), ein im Nordwest-Eingangsbereich eingemauertes Sakramentshäuschen sowie, ausgestellt im südlichen Querschiff, zwei Schlusssteine mit kursächsischem bzw. Dresdner Wappen und ein Zierstein mit Gotteslamm, wie es der weihende Bischof Dietrich III. von Schönberg im Wappen führte.
Die Nordseite des Chorraumes wird durch ein barockes, an der Wand befindliches, über drei Meter hohes und teilweise vergoldetes Kruzifix dominiert. Es war am 21. März 1720 vom Naußlitzer Georg(e) Ranitzsch und seiner Ehefrau der Kirche gestiftet worden. Es ruht auf einem Sockel, auf dem sich ein Totenkopf und zwei symbolisch aus der Erde ragende Knochen aus Silber befinden. Die Enden der Kreuzarme sind mit Engelköpfen geschmückt. Nach einem Einbruch-Diebstahl 1975 beschädigt, konnte es erst 2018 vollständig wiederhergestellt werden.
In den Eingangs- und Treppenaufgangsbereichen der Kirche sind mehrere Epitaphien eingemauert und, im Nordost-Eingang, ein Grabmal für den Stifter des Altars, Gottlob Gäbler, aufgestellt, das von Johann Christian Feige d. Ä. geschaffen wurde.
Im Treppenaufgang zur Orgelempore hängt ein überlebensgroßes Gemälde des Pfarrers Christoph Schmidt, in dessen Amtszeit der vierte Kirchbau 1700/01 ausgeführt wurde. Gemälde von Luther und Melanchthon befinden sich an der Westwand des Kirchenraumes, gestiftet bzw. von der Kirchgemeinde gekauft anlässlich der Jubelfeier zum 300. Jahrestag der Einführung der Reformation in Sachsen 1839. Die Maler der genannten Bilder sind unbekannt.
Zwei achteckige Totenschilde aus dem 17. Jahrhundert hängen an der Süd- bzw. Nordseite des Langschiffs der Kirche.

## Orgeln

### Vorgeschichte bis 1877
Um 1500 erhielt die Kirche von Plauen ihre erste Orgel aus der 1491 durch einen Brand beschädigten und für einen völligen Umbau vorgesehenen Kreuzkirche in Dresden. Obwohl beispielsweise 1693 eine Orgelreparatur stattfand, beklagte sich der damalige Lehrer Kretzschmar 1706 über den außergewöhnlich schlechten Zustand des Werkes. Erst durch den Abbruch der alten Frauenkirche in Dresden erhielt die Kirche durch Spenden der Einwohner 9 Register der dortigen Weller-Orgel geschenkt. Tobias Schramm, Stadtorgelbauer und später Hoforgelbauer, schuf daraus bis 1754 eine neue Orgel mit 11 Registern auf einem Manual und Pedal, die im Mai 1756 geweiht wurde.
Als allerdings im August 1813 das Dorf Plauen während der Schlacht um Dresden stark in Mitleidenschaft gezogen und geplündert wurde, wurde auch aus der Kirche fast alles Holz herausgerissen und die Orgel zerstört.
Es dauerte jetzt nunmehr nur drei Jahre, bis am 11. Sonntag nach Trinitatis 1816 eine neue, vermutlich erneut einmanualige, Orgel geweiht werden konnte, die wahrscheinlich von Friedrich Traugott Kayser (einem der Söhne des Orgelbauers Johann Christian Kayser) erbaut wurde.

### Orgel 1878–1901

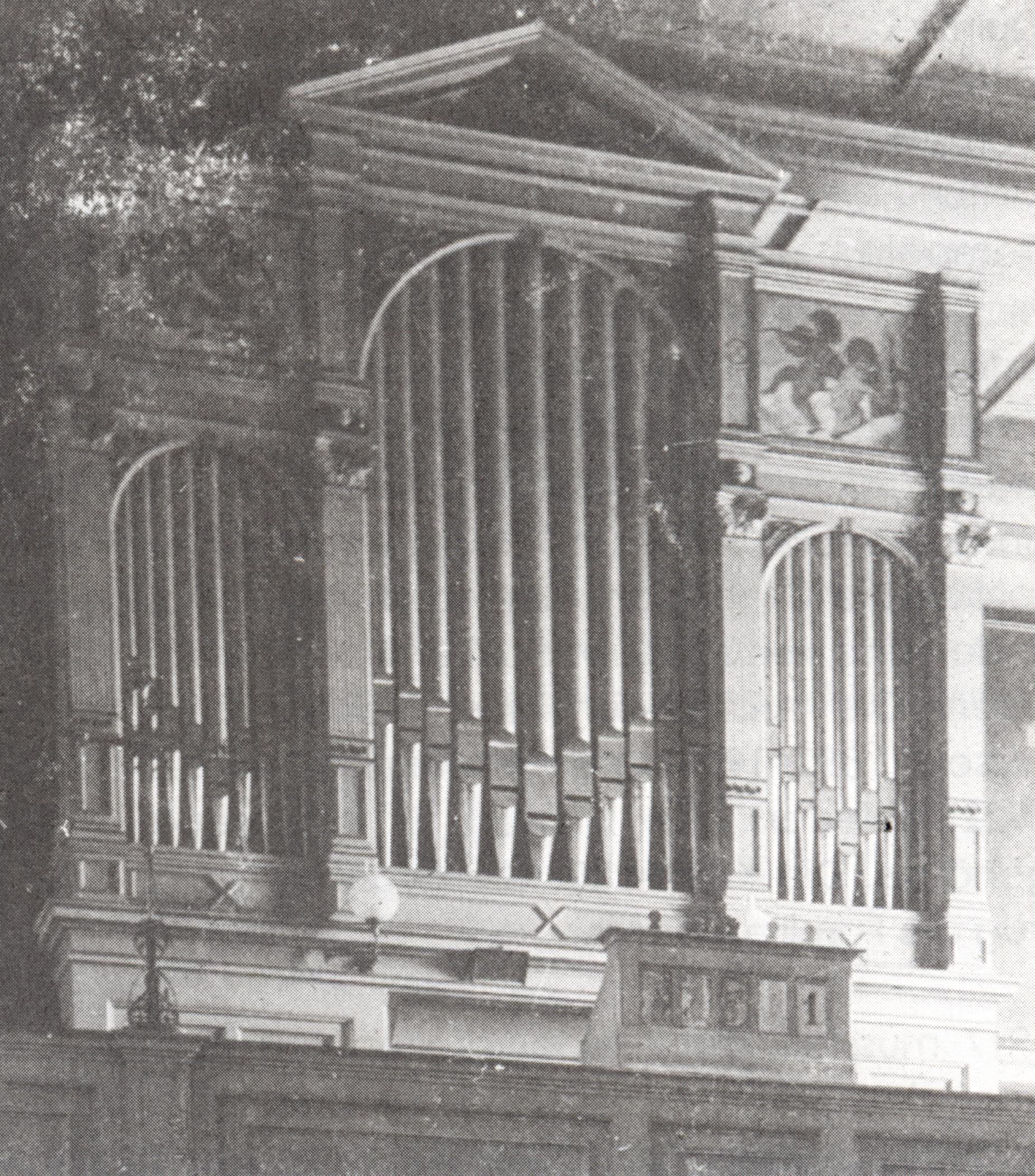
Orgel von 1879 bis 1902, aufgenommen ca. 1880

Im Zusammenhang mit der umfassenden Erneuerung der Kirche – (5. Kirchbau) – schenkte Traugott Bienert (1813–1894) 1877 der Gemeinde 8000,– M (nach dem Geldwert gerundet etwa 72.000 EUR, Stand: 2025) für eine neue Orgel. Der Vorschlag von Carl Eduard Jehmlich für einen Neubau mit 20 Registern auf 2 Manualen, der auch auf das zwischenzeitlich gewandelte Klangempfinden reagierte, bekam die beste Bewertung und wurde zur Ausführung beauftragt. Zum 1. Advent 1878 wurde die neugebaute Orgel in Dienst genommen und anschließend Weihnachten 1878 die neue Kirche geweiht. Endgültig fertiggestellt wurde die Orgel allerdings erst im Februar 1879 (Foto rechts).

### Orgel 1901–1985
1900 begannen im Zuge der letzten großen Erweiterung der Kirche durch die Architekten Lossow & Viehweger die Verhandlungen wegen einer neuen Orgel mit dem Orgelbauunternehmen der Gebr. Jehmlich. Vorgesehen war die Wiederverwendung aller 20 Register der alten Orgel, von denen letztlich 19 Register tatsächlich weiterverwendet wurden, wobei die Dispositionsvorschläge von dem damaligen Kantor Ferdinand Witzmann und dem damaligen Kirchschullehrer beurteilt wurden. Der Gehäuseentwurf stammt von den genannten Architekten, wodurch mit der gleichfalls von ihnen ausgeführten Innengestaltung des Kirchenraumes ein durchgehendes einheitliches Raumkonzept durchgesetzt werden konnte. Das Gehäuse, in seiner Art einmalig und aufwändig gestaltet, ist zwar dem Jugendstil verpflichtet, nimmt jedoch daneben Stilelemente verschiedener Epochen auf. Wie der gesamte Innenraum wird es von zahlreichen Engelköpfen geziert. Das Schnitzwerk unterhalb der Prospektpfeifen zeigt biblische Symbole wie Fisch und Weinstock.

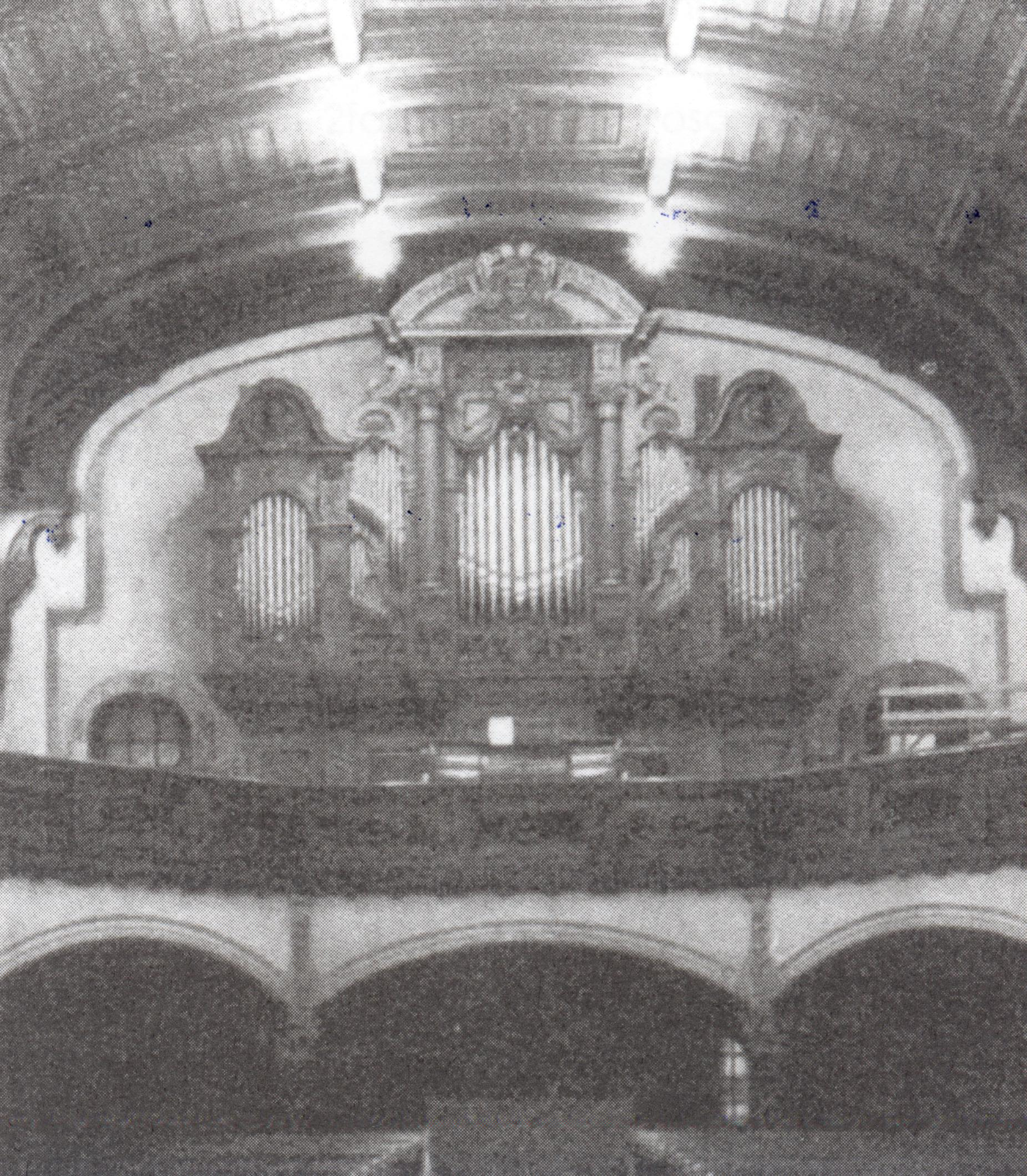
Orgel von 1902 bis 1985

Die alte Orgel wurde im April 1901 abgebrochen, als die Bauarbeiten an der Kirche bereits in vollem Gange waren. Am 1. April 1902 konnte die neue Orgel von Seminaroberlehrer Karl Richter geprüft werden (Foto rechts). Sie hatte im Original Kegelladen, einen freistehenden Spieltisch und eine pneumatische Spiel- und Registertraktur.
Aus heutiger Sicht, so der Orgelforscher Wolfram Hackel, stellte „diese Orgel ein typisches Beispiel ihrer Zeit dar, in der wiederum ein gewandeltes Klangempfinden erkennbar [ist]. Durch die Grundtönigkeit und den Bau von Soloregistern versuchte man den Klang der Orchesterinstrumente und des Orchesters nachzuahmen. Die klare Helligkeit des Klanges der Barockorgeln war nicht mehr gefragt. Dazu kam die Anwendung der zur damaligen Zeit als technischer Fortschritt gepriesenen pneumatischen Traktur. Dabei geschieht die Steuerung der Tonventile und Register durch Druckluft in dünnen Röhren. Die Kraftübertragung von der Taste wird durch die mehrere Meter langen Röhren zeitlich verzögert.“
Die Disposition der Jehmlich-Orgel der Auferstehungskirche im Jahr 1902 mit ihren 46 Registern war wie folgt:
| I Manual C–g3 |               |       |
| 1.            | Bordun        | 16′   |
| 2.            | Prinzipal     | 8′    |
| 3.            | Quintatön     | 8′    |
| 4.            | Konzertflöte  | 8′    |
| 5.            | Salicional    | 8′    |
| 6.            | Fugara        | 8′    |
| 7.            | Oktave        | 4′    |
| 8.            | Fugara        | 4′    |
| 9.            | Gemshorn      | 4′    |
| 10.           | Quinte        | 2 ⁄3′ |
| 11.           | Oktave        | 2′    |
| 12.           | Cornett III–V |       |
| 13.           | Mixtur IV     |       |
| 14.           | Trompete      | 8′    |

| II Manual C–g3 |                 |     |
| 15.            | Quintatön       | 16′ |
| 16.            | Prinzipal       | 8′  |
| 17.            | Gedackt         | 8′  |
| 18.            | Aeoline         | 8′  |
| 19.            | Gamba           | 8′  |
| 20.            | Dolce           | 8′  |
| 21.            | Hohlflöte       | 8′  |
| 22.            | Prinzipal       | 4′  |
| 23.            | Rohrflöte       | 4′  |
| 24.            | Violine         | 4′  |
| 25.            | Oktave          | 2′  |
| 26.            | Sesquialtera II |     |
| 27.            | Mixtur III      |     |
| 28.            | Klarinette      | 8′  |

| III Manual C–g3 |                 |     |
| 29.             | Gedackt         | 16′ |
| 30.             | Geigenprinzipal | 8′  |
| 31.             | Rohrflöte       | 8′  |
| 32.             | Vox coelestis   | 8′  |
| 33.             | Zartflöte       | 8′  |
| 34.             | Harmonieflöte   | 4′  |
| 35.             | Salicet         | 4′  |
| 36.             | Waldflöte       | 2′  |
| 37.             | Oboe            | 8′  |

| Pedal C–f1 |              |         |
| 38.        | Prinzipalbaß | 16′     |
| 39.        | Gedacktbaß   | 8′      |
| 40.        | Subbaß       | 16′     |
| 41.        | Violonbaß    | 16′     |
| 42.        | Quintenbaß   | 10 2⁄3′ |
| 43.        | Oktavbaß     | 8′      |
| 44.        | Cellobaß     | 8′      |
| 45.        | Oktavbaß     | 4′      |
| 46.        | Posaune      | 16′     |

- Koppeln: 6 Normalkoppeln, Oktavkoppel, Generalkoppel
- Spielhilfen: Feste Kombinationen: p, mf, f, ff, Gamben-, Flöten-, Rohrwerkschor, 1 freie Kombination

Die Kosten für den Orgelneubau in Höhe von 14.375 Mark (nach dem Geldwert gerundet etwa 118.000 EUR, Stand: 2025) trug erneut die Familie Bienert.
Die neue Orgel bestand in dieser Form allerdings nur wenige Jahre. 1917 mussten die Prospektpfeifen aus Zinn für Kriegszwecke ausgebaut und abgegeben werden. Gleichfalls wurden im Laufe der Jahre Reparaturen ausgeführt sowie 1934 durch die Firma Gebr. Jehmlich drei „Barockregister“ eingebaut und andere Register klanglich umgestaltet.
1946 erfolgte eine Höherstimmung der Orgel von 435 Hz auf 440 Hz, um ein Zusammenspiel mit Orchesterinstrumenten zu ermöglichen. Die Kosten dafür trug zu 75 % der Dresdner Kreuzchor, der nach der Zerstörung von Kreuzkirche und Kreuzschule seine Heimstatt zunächst im Gymnasium Dresden-Plauen als Schule fand und erstmals am 1. Juli 1945 im Gottesdienst der Auferstehungskirche sang und hier auch bis zur Wiedernutzung der Kreuzkirche seine Konzerte gab.
1958 erhielt die Firma Gebr. Jehmlich den Auftrag für eine technische Erneuerung der Traktur (Neugestaltung des Spieltisches) und eine klangliche Umgestaltung der Disposition. Die Gemeinde zog aus finanziellen Gründen den Umbau einem Neubau einer Orgel mit Schleifladen vor. 1959 wurden die Arbeiten ausgeführt, wobei allerdings auf diese Weise nur die drängendsten Probleme gelöst werden konnten.
Eine Änderung der Situation trat mit dem Eintritt von Kantor Gerald Stier in die Gemeinde ein. Er bemühte sich zunächst um eine weitere Verbesserung, die allerdings 1972 mit dem Versuch, die völlig ungleichmäßig laufende Traktur durch Verlegung der Vorgelege und Erhöhung des Winddruckes der Spieltraktur zu einer gleichmäßigen Verzögerung zu bringen, endgültig scheiterte. Unter großem persönlichem Einsatz setzte Kantor Stier, der ab 1976 auch Kirchenmusikdirektor des Kirchenbezirkes Dresden West war, innerhalb der Gemeinde eine Orgelspendensammlung für einen Orgelneubau in Gang, an der sich die Gemeindeglieder mit den vielfältigsten Initiativen über Jahre engagiert beteiligten.

### Orgel seit 1985

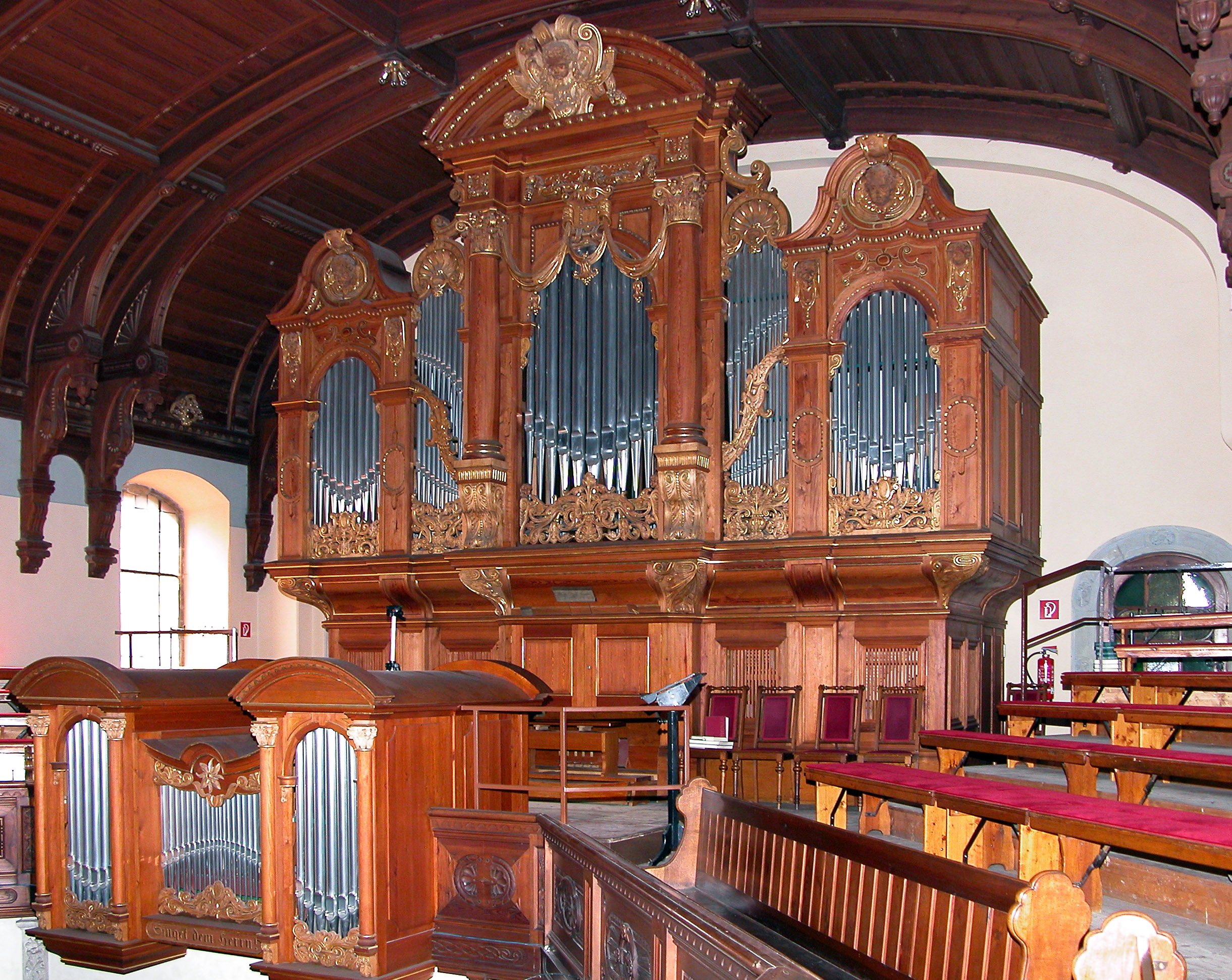
Eule-Orgel von 1985

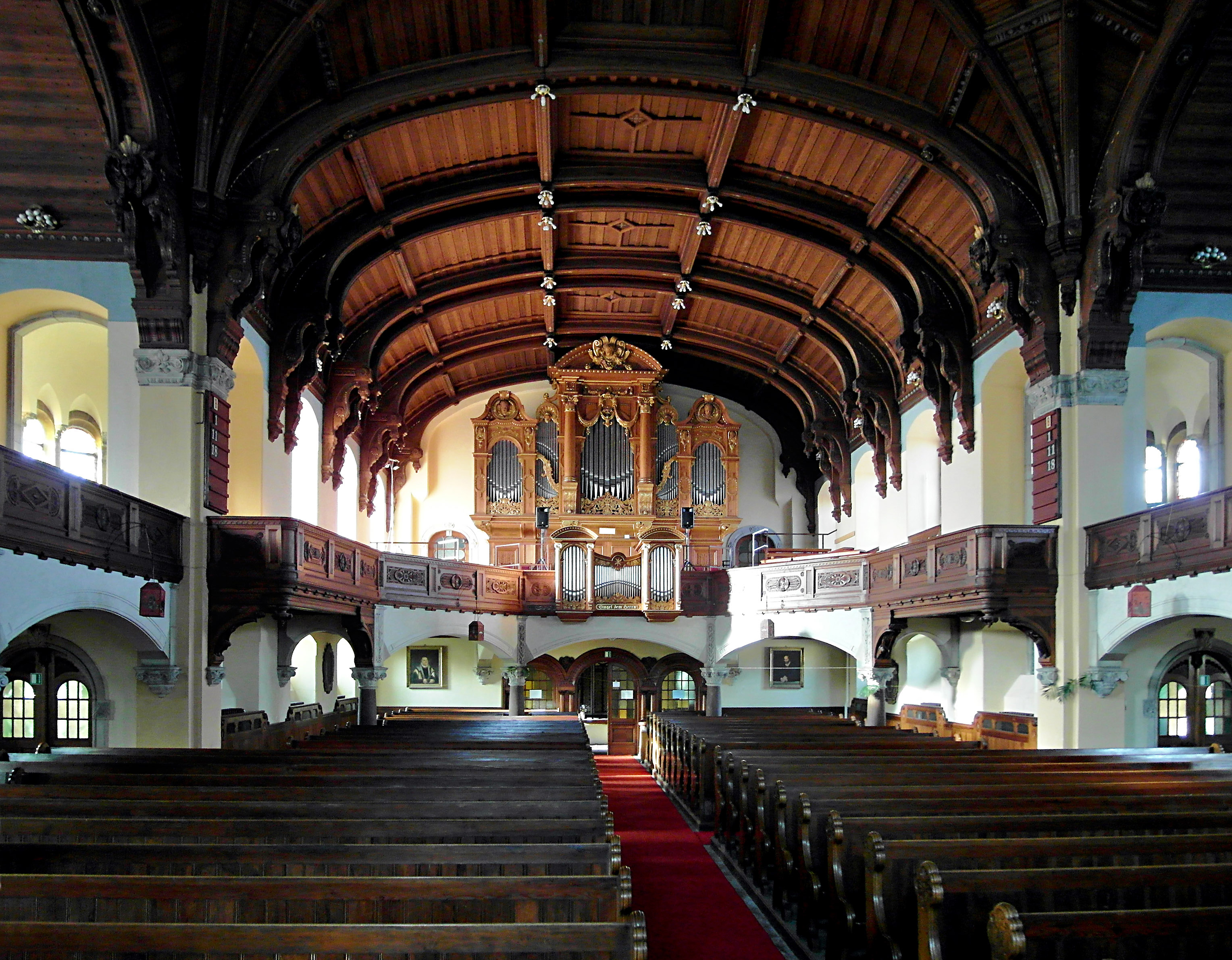
Kirchenschiff mit Eichenholzdecke und Eule-Orgel (1985)

Ab 1977 wurden auch konzeptionelle Überlegungen angestellt. So wurde festgestellt, dass bei einem Orgelneubau und den Anforderungen des Orgelspiels innerhalb des bisherigen Gehäuses nur noch 28 Register möglich gewesen wären. Durch das Holztonnengewölbe hat der Kirchraum kaum einen Nachhall, auch das brachte nachteilige Einflüsse für die Disposition des Neubaus: Die gewünschte akustische Präsenz der Orgel im Raum war auf diese Weise nicht zu erreichen. 1983 schließlich wurde nach vielen Überlegungen ein Vorrücken des Gehäuses um 1,25 Meter in den Raum beschlossen, das außerdem nach hinten erweitert werden und gleichzeitig durch Einbau einer Rückwand die Klangabstrahlung verbessern sollte. Zudem wurde eine Erweiterung der Disposition von bisher geplanten 28 auf 44 Register beschlossen: Das Oberwerk (Schwellwerk) erhielt eine reichere Besetzung, und als weiteres Manualwerk wurde ein Rückpositiv geplant. Seitens der klanglichen Konzeption strebte die Gemeinde die Synthese eines „gesunden, grundtönigen Fundaments mit helleren, barocken Klängen an, um dem Raum und seiner trockenen Akustik gerecht zu werden.“ Entsprechende Spielhilfen (elektrische Registertrakturen und Setzerkombinationen) wären bei einer Orgel dieser Größe zwar sinnvoll gewesen, scheiterten aber an dem Mangel an Devisen, um diese Technik in Westdeutschland einkaufen zu können. Dass es eine Schleifladen-Orgel werden sollte, war allerdings von Anfang an unstrittig.
Nach Einholung von Angeboten traf der Kirchenvorstand schließlich die Entscheidung, den VEB Eule-Orgelbau Bautzen mit dem Orgelneubau zu betrauen. 1984 begannen die konstruktiven Vorarbeiten. Aus Kostengründen wurde auf der Wiederverwendung noch brauchbaren Materials bestanden. Der Architekt des Rückpositivs, Dr. Karlheinz Georgi, nahm wiederum stilistisch die Gestaltung des Hauptgehäuses auf. Weihnachten 1984 wurde die Gemeinde zu den Christvespern durch Pfarrer Hoch noch einmal auf den beginnenden Neubau und die weiterhin benötigte Unterstützung eindringlich angemahnt, handelte es sich doch um den nach der Kreuzkirche zweitgrößten Orgelneubau in Dresden seit dem Zweiten Weltkrieg.
Disposition der Eule-Orgel der Auferstehungskirche im Jahr 1985:
| I Hauptwerk C–g3 |               |       |
| 1.               | Bordun        | 16′   |
| 2.               | Prinzipal     | 8′    |
| 3.               | Rohrflöte     | 8′    |
| 4.               | Oktave        | 4′    |
| 5.               | Spitzflöte    | 4′    |
| 6.               | Quinte        | 2 ⁄3′ |
| 7.               | Superoktave   | 2′    |
| 8.               | Waldflöte     | 2′    |
| 9.               | Kornett III–V |       |
| 10.              | Mixtur IV     |       |
| 11.              | Fagott        | 16′   |
| 12.              | Trompete      | 8′    |
|                  | Tremulant     |       |

| II Oberwerk (Schwellwerk) C–g3 |              |        |
| 13.                            | Quintatön    | 16′    |
| 14.                            | Holzflöte    | 8′     |
| 15.                            | Spitzgedackt | 8′     |
| 16.                            | Salizional   | 8′     |
| 17.                            | Unda maria   | 8′     |
| 18.                            | Prinzipal    | 4′     |
| 19.                            | Flûte douce  | 4′     |
| 20.                            | Rohrnassat   | 2 ⁄3′  |
| 21.                            | Oktave       | 2′     |
| 22.                            | Terz         | 1 3⁄5′ |
| 23.                            | Sifflet      | 1′     |
| 24.                            | Scharff IV   |        |
| 25.                            | Holzdulcian  | 16′    |
| 26.                            | Rohrschalmai | 8′     |
|                                | Tremulant    |        |

| III Rückpositiv C–g3 |                 |       |
| 27.                  | Gedackt         | 8′    |
| 28.                  | Quintatön       | 8′    |
| 29.                  | Praestant       | 4′    |
| 30.                  | Rohrflöte       | 4′    |
| 31.                  | Spitzoktave     | 2′    |
| 32.                  | Sifflöte        | 1 ⁄3′ |
| 33.                  | Sesquialtera II |       |
| 34.                  | Zimbel III      |       |
| 35.                  | Krummhorn       | 8′    |
|                      | Tremulant       |       |

| Pedal C–f1 |               |     |
| 36.        | Prinzipalbaß  | 16′ |
| 37.        | Subbaß        | 16′ |
| 38.        | Oktavbaß      | 16′ |
| 39.        | Gemshorn      | 8′  |
| 40.        | Choralbaß     | 4′  |
| 41.        | Pedalmixtur V |     |
| 42.        | Posaune       | 16′ |
| 43.        | Trompete      | 8′  |
| 44.        | Clarine       | 4′  |
|            | Tremulant     |     |

- Koppeln: III/I, III/II, I/P, II/P, III/P
- Nebenregister: Zimbelstern, Apparat im Schwellwerk

(Disposition: VEB Eule Orgelbau Bautzen, Christoph Schwarzenberg (Crostau), Gerald Stier; Intonation: Ulrich Schwarzenberg; Bildhauerarbeiten: Günter Voigtländer (Dippoldiswalde); Tischlerarbeiten: Konrad Heinrich (Königswalde), Restaurierung des Orgelgehäuses: Peter und Sven Taubert, Joachim Hugk (Dresden))
Der Abbruch der alten Orgel erfolgte schließlich Anfang 1985 durch freiwillige Helfer. Am 4. Advent (22. Dezember) 1985 konnte die neue Orgel geweiht werden. Im Jahr 2000 erfolgten schließlich nach den Renovierungsarbeiten der Kirche technische Arbeiten sowie eine klangliche Durchsicht und eine Reinigung der Orgel durch die Erbauer.

## Glocken

### Geschichte

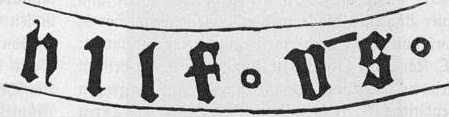
Glockeninschrift „Hilf uns“

Die Kirche hatte mindestens seit dem zweiten Kirchbau drei Kirchenglocken, die bis 1893 ihren Dienst taten. Zwei davon sind erhalten, weil sie 1894 dem Plauener Rathaus als Stundenschlag-Glocken überlassen wurden und seit 1993 im Stadtmuseum aufbewahrt werden. Die kleinste, vermutlich älteste Glocke wurde 1904 eingeschmolzen. Die sogenannten „weltlichen“ Glocken waren in beiden Weltkriegen nicht von der Zwangsablieferung betroffen, sind deshalb erhalten geblieben und gehören zu den ältesten in Dresden existierenden Glocken.
1893 wurde eine umfangreiche Turmreparatur an der Kirche notwendig. In diesem Zusammenhang stiftete der Hofmüller und Fabrikant Traugott Bienert vier neue Glocken, gegossen von der Dresdner Firma C. Albert Bierling. Glockenstuhl und die Glockenjoche wurden dabei neu aus Stahl gefertigt.
Im Ersten Weltkrieg wurden 1917 die drei größten Glocken beschlagnahmt und mussten für Kriegszwecke abgeliefert werden. Die kleinste verblieb zunächst als Läuteglocke in der Kirche, wurde aber 1923 nach Aufhängung neuer Glocken zerschlagen und als Bruch verkauft. 1922 (drei Glocken) und 1929 (eine Glocke) wurde ein neues Geläut in der Apoldaer Glockengießerei Gebr. Ulrich gefertigt. 1935 erhielt die Gemeinde auf dem Äußeren Plauenschen Friedhof einen Glockenturm und eine Friedhofsglocke, gegossen von der Dresdner Gießerei Toska Pietzel.
Im Zweiten Weltkrieg fielen 1942 die Glocken von 1922, 1929 und 1935 (Friedhofsglocke) erneut den Metallsammlungen zum Opfer. Wieder verblieb nur die kleinste Glocke auf dem Kirchturm.

### Heutiges Geläut
Nach dem Krieg erhielt die Gemeinde die Stahlglocken der zerstörten Zionskirche, die die Luftangriffe vom 13.–15. Februar 1945 (anders als die Kirche selbst) überstanden hatten, und die noch heute das Geläut der Auferstehungskirche bilden. Sie sollen auch daran erinnern, dass die Plauener Gemeinde von 1945 bis 1956 Heimstatt der Zionskirchgemeinde war. Die 1942 verbliebene Glocke der Kirche hängt seit 1946 im Glockenturm auf dem Äußeren Plauenschen Friedhof.
| Glocken der Kirche von Plauen bei Dresden / Auferstehungskirche Dresden-Plauen                        | Glocken der Kirche von Plauen bei Dresden / Auferstehungskirche Dresden-Plauen | Glocken der Kirche von Plauen bei Dresden / Auferstehungskirche Dresden-Plauen | Glocken der Kirche von Plauen bei Dresden / Auferstehungskirche Dresden-Plauen | Glocken der Kirche von Plauen bei Dresden / Auferstehungskirche Dresden-Plauen | Glocken der Kirche von Plauen bei Dresden / Auferstehungskirche Dresden-Plauen | Glocken der Kirche von Plauen bei Dresden / Auferstehungskirche Dresden-Plauen                         |
| Gussjahr                                                                                              | Gießer                                                                         | Material                                                                       | Durchmesser                                                                    | Masse                                                                          | Nominalton                                                                     | Anmerkungen                                                                                            |
| --- | ------------------------------------------------------------------------------ | ------------------------------------------------------------------------------ | ------------------------------------------------------------------------------ | ------------------------------------------------------------------------------ | ------------------------------------------------------------------------------ | --- |
| Geläut des 2. Kirchbaus (Weihe 1467)                                                                  |                                                                                |                                                                                |                                                                                |                                                                                |                                                                                | |
| um 1460                                                                                               | unbekannt                                                                      | Bronze                                                                         | 750 mm                                                                         | 250 kg                                                                         |                                                                                | 1893 an Rathaus Plauen, 1993 an Stadtmuseum Dresden                                                    |
| um 1500                                                                                               | unbekannt                                                                      | Bronze                                                                         | 560 mm                                                                         | 120 kg                                                                         |                                                                                | 1893 an Rathaus Plauen, 1993 an Stadtmuseum Dresden                                                    |
| 1. Hälfte 15. Jh.                                                                                     | unbekannt                                                                      | Bronze                                                                         | 530 mm                                                                         | 100 kg                                                                         |                                                                                | 1904 eingeschmolzen                                                                                    |
| Geläut von 1893                                                                                       |                                                                                |                                                                                |                                                                                |                                                                                |                                                                                | |
| 1893                                                                                                  | C. A. Bierling, Dresden                                                        | Bronze                                                                         | 1350 mm                                                                        | 1475 kg                                                                        | d1                                                                             | 1917 für Kriegszwecke abgeliefert                                                                      |
| 1893                                                                                                  | C. A. Bierling, Dresden                                                        | Bronze                                                                         | 1140 mm                                                                        | 768 kg                                                                         | f1                                                                             | 1917 für Kriegszwecke abgeliefert                                                                      |
| 1893                                                                                                  | C. A. Bierling, Dresden                                                        | Bronze                                                                         | 870 mm                                                                         | 390 kg                                                                         | a1                                                                             | 1917 für Kriegszwecke abgeliefert                                                                      |
| 1893                                                                                                  | C. A. Bierling, Dresden                                                        | Bronze                                                                         | 740 mm                                                                         | 224 kg                                                                         | c2                                                                             | einzige Läuteglocke von 1917 bis 1922, 1923 zerschlagen                                                |
| Geläut aus den 1920er Jahren                                                                          |                                                                                |                                                                                |                                                                                |                                                                                |                                                                                | |
| 1929                                                                                                  | Gebr. Ulrich, Apolda                                                           | Bronze                                                                         | 1360 mm                                                                        | 1685 kg                                                                        | cis1                                                                           | 1942 für Kriegszwecke abgeliefert                                                                      |
| 1922                                                                                                  | Gebr. Ulrich, Apolda                                                           | Bronze                                                                         | 1180 mm                                                                        | 898 kg                                                                         | e1                                                                             | 1942 für Kriegszwecke abgeliefert                                                                      |
| 1922                                                                                                  | Gebr. Ulrich, Apolda                                                           | Bronze                                                                         | 920 mm                                                                         | 448 kg                                                                         | gis1                                                                           | 1942 für Kriegszwecke abgeliefert                                                                      |
| 1922                                                                                                  | Gebr. Ulrich, Apolda                                                           | Bronze                                                                         | 750 mm                                                                         | 256 kg                                                                         | h1                                                                             | einzige Läuteglocke von 1942 bis 1946, seit 1947 auf dem Glockenturm des Äußeren Plauenschen Friedhofs |
| Geläut ab 1946 (übernommen von der zerstörten Zionskirche, ihre Grundtöne bilden den H-Dur-Dreiklang) |                                                                                |                                                                                |                                                                                |                                                                                |                                                                                | |
| 1920                                                                                                  | Bochumer Verein für Bergbau und Gußstahlfabrikation                            | Stahlguss                                                                      | 1773 mm                                                                        | 2332 kg                                                                        | h0                                                                             | |
| 1920                                                                                                  | Bochumer Verein für Bergbau und Gußstahlfabrikation                            | Stahlguss                                                                      | 1430 mm                                                                        | 1272 kg                                                                        | dis1                                                                           | |
| 1920                                                                                                  | Bochumer Verein für Bergbau und Gußstahlfabrikation                            | Stahlguss                                                                      | 1260 mm                                                                        | 766 kg                                                                         | fis1                                                                           | |
| Friedhofsglocken Äußerer Plauenscher Friedhof                                                         |                                                                                |                                                                                |                                                                                |                                                                                |                                                                                | |
| 1893                                                                                                  | unbekannt                                                                      | Bronze                                                                         | 300 mm                                                                         |                                                                                |                                                                                | Handglocke an der Feierhalle                                                                           |
| 1935                                                                                                  | T. Pietzel, Dresden                                                            | Bronze                                                                         | 940 mm                                                                         | 500 kg                                                                         | gis1                                                                           | 1942 für Kriegszwecke abgeliefert, 1946 ersetzt durch die kleinste Glocke von 1922 vom Kirchturm       |

## Gemeinde und Pfarrer
Für die Dorfkirche, deren Pfarrer 1329 erstmals namentlich bekannt wurde, genügte bis 1890 ein einziger Ortspfarrer. 1890 wurde die zweite Pfarrstelle eingerichtet, 1902 mit der Weihe des 6. Kirchbaus die dritte Pfarrstelle. Zu diesem Zeitpunkt hatte allein die Gemeinde Plauen über 12.000 Einwohner, die fast ausschließlich evangelisch waren.
1945, nach der Zerstörung der Frauenkirche, wurde die Auferstehungskirche als neue Ephoralgemeinde für den Kirchenbezirk Dresden-Land bestimmt und erhielt damit die Superintendentur der Frauenkirche. Mit dieser wurde an der Auferstehungskirche die (vorhandene) dritte Pfarrstelle verbunden. Teile der Zionskirchgemeinde wurden 1945 wegen der Zerstörung der Kirche und deren Gemeindegebietes in die Auferstehungskirchgemeinde eingepfarrt und erst 1956 erneut als selbstständige Gemeinde gebildet. Mit der Umgestaltung der Ephoralbezirke bestand von 1976 bis 1999 die Superintendentur Dresden-West mit Sitz an der Auferstehungskirche. Ab 1999 wurde die Zahl der Gemeindepfarrer schrittweise auf eine einzige Pfarrstelle zurückgeführt.
Im April 2017 hatte die die zur Auferstehungskirche gehörende Gemeinde nach eigenen Angaben 2810 Gemeindeglieder.

## Kirchhof

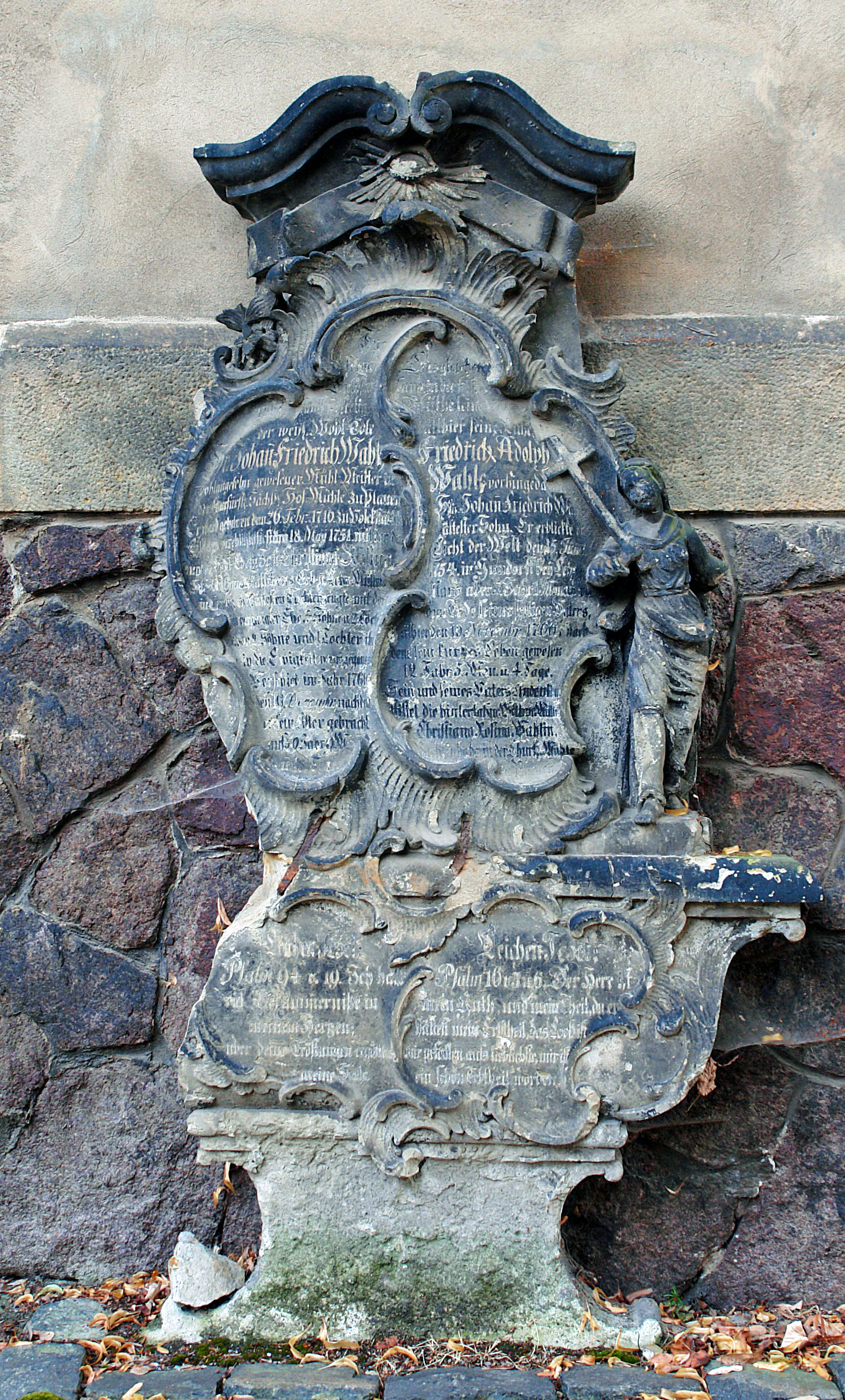
Alter Grabstein direkt an der Kirche

Es ist davon auszugehen, dass bereits den ersten Kirchbau ein Kirchhof umgab. Er musste 1674 wegen der Einpfarrung von Cunnersdorf erweitert werden. 1848 war wiederum eine Vergrößerung notwendig geworden, und es wurden mehrmals Grundstücke angekauft, die den heutigen Inneren Plauenschen Friedhof südlich der Kirche bilden. Bis 1871 erreichte dieser die heutige Größe von 0,33 Hektar und steht als Sachgesamtheit unter Denkmalschutz. Beim sechsten Kirchbau 1900/02 blieb vom alten Kirchhof nur das Gräberfeld westlich der Kirche bestehen. Nördlich der Kirche sind vereinzelt alte Grabsteine erhalten geblieben, dort steht auch eine im Lutherjahr 2017 angesichts des 550. Kirchweihjubiläums gepflanzte Luthereiche. 1903 erfolgte die Einfriedung der Friedhofsfläche nach Plänen von Hans Erlwein. Zwei Kriegsgräber erinnern an die Toten des Ersten und des Zweiten Weltkriegs.
1882 wurde auf der Bernhardstraße der deutlich größere Äußere Plauensche Friedhof angelegt und die Feierhalle gebaut. Direkt daneben befindet sich seit 1897 der Coschützer Friedhof. Auf dem Inneren Plauenschen Friedhof wurden zahlreiche frühere Pfarrer von Plauen (Dresden) und unter anderen folgende Persönlichkeiten beigesetzt:
- Werner Albring, Ingenieur
- Gottlieb Traugott Bienert, Großindustrieller
- Emil Lohse, Maler
- Fritz Reuter, Komponist
- Rolf Reuter, Dirigent
- Marc André Souchay, Kaufmann und Musiker
- Theodor Thieme, Maler
- Theodor Wolf, Geologe, Botaniker, Südamerikaforscher

## Gemeindehaus

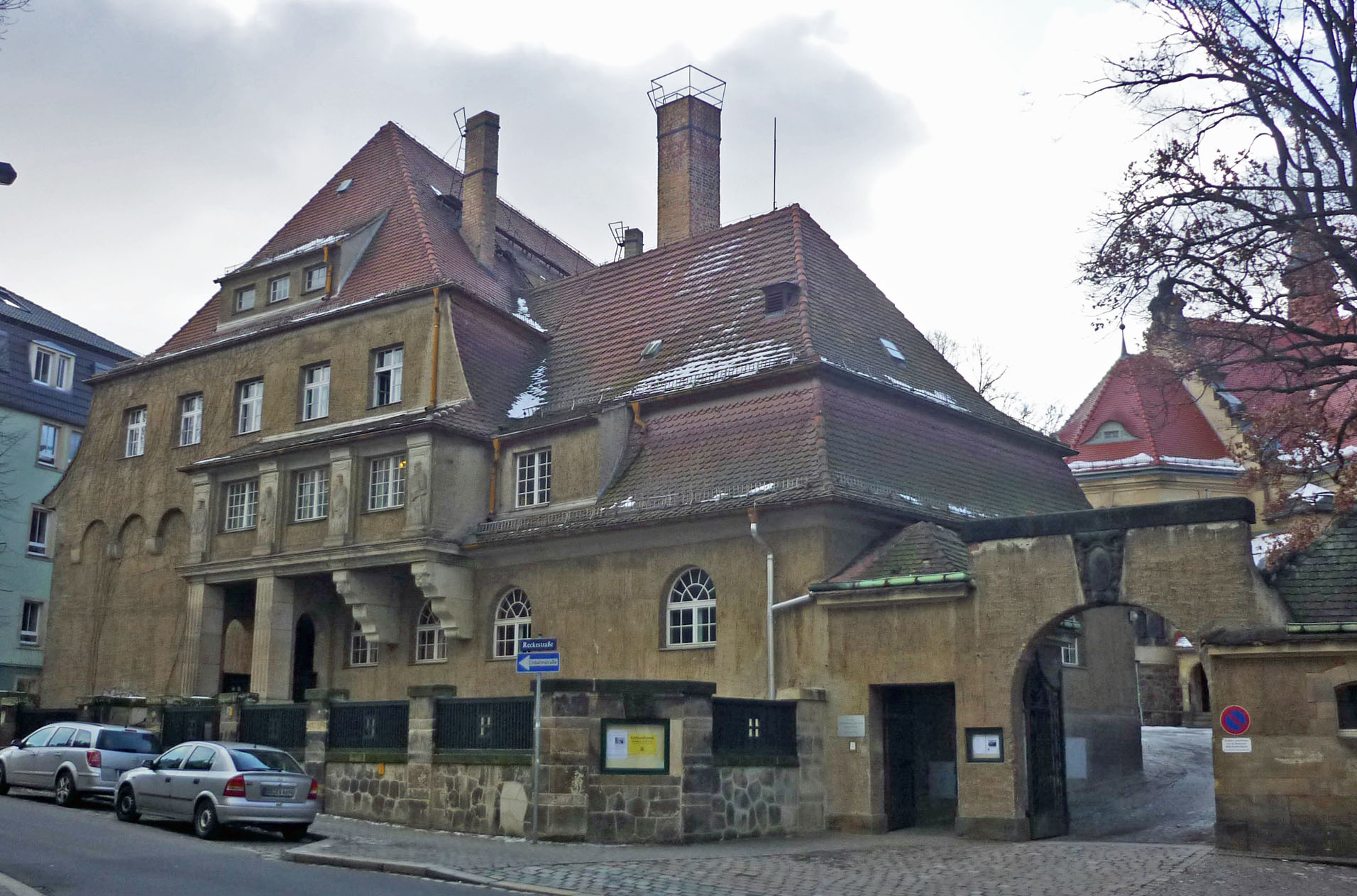
Gemeindehaus

Gegen Ende des 19. Jahrhunderts hatte sich die Einwohnerzahl von Plauen stark vergrößert, was zu einer Erhöhung der Zahl der Kinder und Konfirmanden führte, die kirchliche Unterweisung bekamen. Auch für Erwachsene waren mehrere Vereine im Rahmen der Kirchgemeinde entstanden, die Versammlungsräume benötigten. Als Ausweichlösung wurden Räumlichkeiten in Plauener Gaststätten genutzt. Die 1902 fertiggestellte große Kirche bot zwar ausreichend Platz für Gottesdienste, war aber für die Veranstaltungen mit geringerer Besucherzahl und solche mit Unterrichtscharakter nicht geeignet.
Nach dem Vorbild anderer Kirchgemeinden Dresdens sollte deshalb möglichst schnell ein Gemeindehaus entstehen, das Räumlichkeiten unterschiedlicher Größe für diese Bedürfnisse hatte. Schon bei den ersten Planungen für die Einfriedung des Kirchgeländes zur Kirchstraße (heute Altplauen) hin wurde deshalb ein Areal für ein Gemeindehaus eingeplant. Schwierigkeiten beim Grundstückserwerb des Schmidtschen Gutes führten zu einer ersten Verzögerung um mehrere Jahre, die Verhandlungen zur Ausgliederung der Zionskirchgemeinde und damit der Verringerung der Mitgliederzahl der Auferstehungskirchgemeinde zu einer weiteren.
Ende 1910 wurde ein Architektenwettbewerb durchgeführt, zu dem 29 Entwürfe eingereicht wurden. Den Zuschlag erhielt der Architekt Max Wrba, ein Bruder des Bildhauers Georg Wrba, der seit 1908 im Dresdner Hochbauamt unter Hans Erlwein tätig war. Anfang September 1911 begannen die Arbeiten, am 9. Oktober 1912 wurde das Gebäude eingeweiht. An der Schauseite zur Reckestraße ist ein Erker angebracht, der mit vier Relieffiguren (Martin Luther, Philipp Melanchthon, Heinrich der Fromme und Friedrich der Weise) von Oskar Döll verziert ist.
Das Gemeindehaus der Auferstehungskirchgemeinde ist für die Arbeit der Kirchgemeinde sehr flexibel nutzbar. Neben Wohnungen in der oberen Etage und Räumen für die Verwaltungsmitarbeiter im Zwischengeschoss besitzt es im Erdgeschoss einen großen Saal mit Bühne und Empore für rund 400 Personen, einen kleineren Saal für rund 100 Personen, ein Sitzungszimmer für den Kirchenvorstand und mehrere Räume für Gruppenarbeit mit bis zu 20 Personen. Der große Saal im Erdgeschoss konnte durch zwei absenkbare Trennwände in drei kleinere Räume aufgeteilt werden. Die Anlage zur Bewegung der Zwischenwände war jedoch verschlissen, so dass sie in den 1980er Jahren ersatzlos ausgebaut werden musste.